# Ligue Europa 2011-2012
Navigation
Édition précédente Édition suivante
La Ligue Europa 2011-2012 (UEFA Europa League) est la troisième édition de la Ligue Europa, ce qui correspond à la 41e édition de la C3. 
Organisée par l'UEFA, les éliminatoires de la compétition sont ouverts à 192 clubs de football des associations membres de l'UEFA. Ces clubs sont qualifiés en fonction de leurs bons résultats en championnat ou coupe nationale.
La finale a eu lieu le mercredi 9 mai 2012 à l'Arena Națională de Bucarest (Roumanie).

## Participants
Un total de 194 équipes provenant de 53 associations membres de l'UEFA participeront à la Ligue Europa 2011 ‑ 2012. Les places sont allouées selon leur coefficient UEFA.

### Nombre de places par association
Le schéma de qualification pour la Ligue Europa 2011-2012 ne diffère pas de la saison précédente :
- Les associations aux places 1 à 6 ont 3 clubs qualifiés
- Les associations aux places 7 à 9 ont 4 clubs qualifiés
- Les associations aux places 10 à 51 ont 3 clubs qualifiés – à l'exception de celle du Liechtenstein avec un seul club qualifié
- Les associations aux places 52 à 53 ont 2 clubs qualifiés
- Les 3 premières associations du Prix du fair play UEFA (Norvège, Angleterre et Suède[3] ) obtiennent une place supplémentaire
- 33 équipes éliminées de la Ligue des champions de l'UEFA 2011-2012 sont repêchées dans cette compétition

Le tenant du titre, le FC Porto est qualifié d'office pour la phase de groupes. Or, le club est déjà qualifié pour la Ligue des champions de l'UEFA 2011-2012 via le championnat du Portugal. En conséquence, une place reste vacante. Pour combler cette place manquante, plusieurs changements sont effectués : 
- les vainqueurs de coupe nationale des 16e et 17e associations (Écosse et Bulgarie) accèdent au tour de barrages au lieu du troisième tour de qualification.
- les vainqueurs de coupe nationale des 28e et 29e associations (Biélorussie et Irlande) accèdent au troisième tour de qualification au lieu du deuxième.
- les vainqueurs de coupe nationale des 52e et 53e associations (Malte et Saint-Marin) ainsi que les équipes des 33e et 34e associations (Lettonie et Moldavie) bénéficiant de la deuxième place qualificative pour la Ligue Europa accèdent au deuxième tour de qualification au lieu du premier.

### Règles de distribution des places par association nationale
Les places attribuées par association nationale vont par ordre de priorité :
- à l'équipe vainqueur de la Coupe nationale
- aux équipes les mieux classées dans les Championnats nationaux et non qualifiées en Ligue des champions.
- à l'équipe vainqueur de la Coupe de la Ligue (Angleterre et France).
- à l'équipe finaliste de la Coupe nationale, si le vainqueur de cette coupe est qualifié pour la Ligue des champions.

Cet ordre de priorité détermine le tour préliminaire d'entrée le plus tardif en qualification pour la phase de groupe de la Ligue Europa.
Quand l'équipe vainqueur de la Coupe nationale (considérée comme le qualifié de "plus haut rang" de son association nationale pour la Ligue Europa) est aussi qualifiée pour la Ligue des champions, la place est laissée vacante en Ligue Europa pour les équipes qualifiées via le Championnat qui remontent alors toutes d'un rang dans l'ordre de priorité. Dans ce cas, l'équipe finaliste de la Coupe nationale, si elle n'est qualifiée, par ailleurs, pour aucune compétition européenne prend la dernière place qualificative dans l'ordre de priorité.
En Angleterre et en France, quand l'équipe vainqueur de la Coupe de la Ligue est déjà qualifiée pour une compétition européenne via le Championnat ou la Coupe nationale, la place laissée vacante est attribuée à la première équipe non qualifiée du championnat.
Si l'association nationale dispose d'une place supplémentaire au titre du fair play, cette place est attribuée à l'équipe la mieux classée du-dit classement national et non qualifiée en Ligue des champions ou en Ligue Europa via ses résultats en championnat et en coupe(s).
| Seizièmes de finale | Seizièmes de finale | Seizièmes de finale | Seizièmes de finale | Seizièmes de finale | Seizièmes de finale | Seizièmes de finale | Seizièmes de finale | Seizièmes de finale | Seizièmes de finale | Seizièmes de finale | Seizièmes de finale | Seizièmes de finale | Seizièmes de finale | Seizièmes de finale | Seizièmes de finale |
| --- | --- | --- | --- | --- | --- | --- | --- | --- | --- | --- | --- | --- | --- | --- | --- |
| - 4 meilleurs repêchés de la phase de groupes de la Ligue des champions - Manchester City (47,157) - Manchester United (151,157) - Olympiakos (50,833) - Valence (85,465) | - 4 meilleurs repêchés de la phase de groupes de la Ligue des champions - Manchester City (47,157) - Manchester United (151,157) - Olympiakos (50,833) - Valence (85,465) | - 4 meilleurs repêchés de la phase de groupes de la Ligue des champions - Manchester City (47,157) - Manchester United (151,157) - Olympiakos (50,833) - Valence (85,465) | - 4 meilleurs repêchés de la phase de groupes de la Ligue des champions - Manchester City (47,157) - Manchester United (151,157) - Olympiakos (50,833) - Valence (85,465) | - 4 meilleurs repêchés de la phase de groupes de la Ligue des champions - Manchester City (47,157) - Manchester United (151,157) - Olympiakos (50,833) - Valence (85,465) | - 4 meilleurs repêchés de la phase de groupes de la Ligue des champions - Manchester City (47,157) - Manchester United (151,157) - Olympiakos (50,833) - Valence (85,465) | - 4 meilleurs repêchés de la phase de groupes de la Ligue des champions - Manchester City (47,157) - Manchester United (151,157) - Olympiakos (50,833) - Valence (85,465) | - 4 meilleurs repêchés de la phase de groupes de la Ligue des champions - Manchester City (47,157) - Manchester United (151,157) - Olympiakos (50,833) - Valence (85,465) | - 4 plus mauvais repêchés de la phase de groupes de la Ligue des champions - FC Porto (100,319) - Ajax Amsterdam (56,025) - Trabzonspor (12,010) - Viktoria Plzeň (5,170) | - 4 plus mauvais repêchés de la phase de groupes de la Ligue des champions - FC Porto (100,319) - Ajax Amsterdam (56,025) - Trabzonspor (12,010) - Viktoria Plzeň (5,170) | - 4 plus mauvais repêchés de la phase de groupes de la Ligue des champions - FC Porto (100,319) - Ajax Amsterdam (56,025) - Trabzonspor (12,010) - Viktoria Plzeň (5,170) | - 4 plus mauvais repêchés de la phase de groupes de la Ligue des champions - FC Porto (100,319) - Ajax Amsterdam (56,025) - Trabzonspor (12,010) - Viktoria Plzeň (5,170) | - 4 plus mauvais repêchés de la phase de groupes de la Ligue des champions - FC Porto (100,319) - Ajax Amsterdam (56,025) - Trabzonspor (12,010) - Viktoria Plzeň (5,170) | - 4 plus mauvais repêchés de la phase de groupes de la Ligue des champions - FC Porto (100,319) - Ajax Amsterdam (56,025) - Trabzonspor (12,010) - Viktoria Plzeň (5,170) | - 4 plus mauvais repêchés de la phase de groupes de la Ligue des champions - FC Porto (100,319) - Ajax Amsterdam (56,025) - Trabzonspor (12,010) - Viktoria Plzeň (5,170) | - 4 plus mauvais repêchés de la phase de groupes de la Ligue des champions - FC Porto (100,319) - Ajax Amsterdam (56,025) - Trabzonspor (12,010) - Viktoria Plzeň (5,170) |
| Phase de groupes | | | | | | | | | | | | | | | |
| - 5 champions repêchés des barrages de la Ligue des champions : - FC Copenhague (51,110) - Maccabi Haïfa (21,400) - Wisła Cracovie (10,183) - Sturm Graz (8,640) - Malmö (2,825) | - 5 champions repêchés des barrages de la Ligue des champions : - FC Copenhague (51,110) - Maccabi Haïfa (21,400) - Wisła Cracovie (10,183) - Sturm Graz (8,640) - Malmö (2,825) | - 5 champions repêchés des barrages de la Ligue des champions : - FC Copenhague (51,110) - Maccabi Haïfa (21,400) - Wisła Cracovie (10,183) - Sturm Graz (8,640) - Malmö (2,825) | - 5 champions repêchés des barrages de la Ligue des champions : - FC Copenhague (51,110) - Maccabi Haïfa (21,400) - Wisła Cracovie (10,183) - Sturm Graz (8,640) - Malmö (2,825) | - 5 champions repêchés des barrages de la Ligue des champions : - FC Copenhague (51,110) - Maccabi Haïfa (21,400) - Wisła Cracovie (10,183) - Sturm Graz (8,640) - Malmö (2,825) | - 5 champions repêchés des barrages de la Ligue des champions : - FC Copenhague (51,110) - Maccabi Haïfa (21,400) - Wisła Cracovie (10,183) - Sturm Graz (8,640) - Malmö (2,825) | - 5 champions repêchés des barrages de la Ligue des champions : - FC Copenhague (51,110) - Maccabi Haïfa (21,400) - Wisła Cracovie (10,183) - Sturm Graz (8,640) - Malmö (2,825) | - 5 champions repêchés des barrages de la Ligue des champions : - FC Copenhague (51,110) - Maccabi Haïfa (21,400) - Wisła Cracovie (10,183) - Sturm Graz (8,640) - Malmö (2,825) | - 5 non-champions repêchés des barrages de la Ligue des champions : - FC Twente (41,025) - Rubin Kazan (31,941) - Udinese (27,110) - FC Zurich (18,980) - OB Odense (18,610) | - 5 non-champions repêchés des barrages de la Ligue des champions : - FC Twente (41,025) - Rubin Kazan (31,941) - Udinese (27,110) - FC Zurich (18,980) - OB Odense (18,610) | - 5 non-champions repêchés des barrages de la Ligue des champions : - FC Twente (41,025) - Rubin Kazan (31,941) - Udinese (27,110) - FC Zurich (18,980) - OB Odense (18,610) | - 5 non-champions repêchés des barrages de la Ligue des champions : - FC Twente (41,025) - Rubin Kazan (31,941) - Udinese (27,110) - FC Zurich (18,980) - OB Odense (18,610) | - 5 non-champions repêchés des barrages de la Ligue des champions : - FC Twente (41,025) - Rubin Kazan (31,941) - Udinese (27,110) - FC Zurich (18,980) - OB Odense (18,610) | - 5 non-champions repêchés des barrages de la Ligue des champions : - FC Twente (41,025) - Rubin Kazan (31,941) - Udinese (27,110) - FC Zurich (18,980) - OB Odense (18,610) | - 5 non-champions repêchés des barrages de la Ligue des champions : - FC Twente (41,025) - Rubin Kazan (31,941) - Udinese (27,110) - FC Zurich (18,980) - OB Odense (18,610) | - 5 non-champions repêchés des barrages de la Ligue des champions : - FC Twente (41,025) - Rubin Kazan (31,941) - Udinese (27,110) - FC Zurich (18,980) - OB Odense (18,610) |
| Barrages | | | | | | | | | | | | | | | |
| - Tottenham (78.157) 5e d'Angleterre en 2010-2011 - Birmingham City (17.157) Vainqueur de la coupe de la ligue anglaise 2010-2011 - Séville FC (93.465) 5e d'Espagne en 2010-2011 - Athletic Bilbao (24.465) 6e d'Espagne en 2010-2011 - Lazio Rome (23.110) 5e d'Italie en 2010-2011 - AS Rome (85.110) 6e d'Italie en 2010-2011 - Schalke 04 (61.887) Vainqueur de la coupe d'Allemagne 2010-2011 - Hanovre 96 (13.887) 4e d'Allemagne en 2010-2011 - Paris SG (51.735) 4e de France en 2010-2011 - FC Sochaux (12.735) 5e de France en 2010-2011 - Spartak Moscou (51.941) 4e de Russie en 2010 - Lokomotiv Moscou (18.441) 5e de Russie en 2010 - Metalist Kharkiv (34.276) 3e d'Ukraine en 2010-2011 - Dnipro Dnipropetrovsk (12.276) 4e d'Ukraine en 2010-2011 - Steaua Bucarest (29.164) Vainqueur de la coupe de Roumanie 2010-2011 - Rapid Bucarest (16.164) 4e de Roumanie en 2010-2011 - Sporting Portugal (68.319) 3e du Portugal en 2010-2011 - Sporting Braga (62.319) 4e du Portugal en 2010-2011 - PSV Eindhoven (74.025) 3e des Pays-Bas en 2010-2011 - Beşiktaş (37.010) Vainqueur de la coupe de Turquie 2010-2011 - AEK Athènes (30.883) Vainqueur de la coupe de Grèce 2010-2011 | - Tottenham (78.157) 5e d'Angleterre en 2010-2011 - Birmingham City (17.157) Vainqueur de la coupe de la ligue anglaise 2010-2011 - Séville FC (93.465) 5e d'Espagne en 2010-2011 - Athletic Bilbao (24.465) 6e d'Espagne en 2010-2011 - Lazio Rome (23.110) 5e d'Italie en 2010-2011 - AS Rome (85.110) 6e d'Italie en 2010-2011 - Schalke 04 (61.887) Vainqueur de la coupe d'Allemagne 2010-2011 - Hanovre 96 (13.887) 4e d'Allemagne en 2010-2011 - Paris SG (51.735) 4e de France en 2010-2011 - FC Sochaux (12.735) 5e de France en 2010-2011 - Spartak Moscou (51.941) 4e de Russie en 2010 - Lokomotiv Moscou (18.441) 5e de Russie en 2010 - Metalist Kharkiv (34.276) 3e d'Ukraine en 2010-2011 - Dnipro Dnipropetrovsk (12.276) 4e d'Ukraine en 2010-2011 - Steaua Bucarest (29.164) Vainqueur de la coupe de Roumanie 2010-2011 - Rapid Bucarest (16.164) 4e de Roumanie en 2010-2011 - Sporting Portugal (68.319) 3e du Portugal en 2010-2011 - Sporting Braga (62.319) 4e du Portugal en 2010-2011 - PSV Eindhoven (74.025) 3e des Pays-Bas en 2010-2011 - Beşiktaş (37.010) Vainqueur de la coupe de Turquie 2010-2011 - AEK Athènes (30.883) Vainqueur de la coupe de Grèce 2010-2011 | - Tottenham (78.157) 5e d'Angleterre en 2010-2011 - Birmingham City (17.157) Vainqueur de la coupe de la ligue anglaise 2010-2011 - Séville FC (93.465) 5e d'Espagne en 2010-2011 - Athletic Bilbao (24.465) 6e d'Espagne en 2010-2011 - Lazio Rome (23.110) 5e d'Italie en 2010-2011 - AS Rome (85.110) 6e d'Italie en 2010-2011 - Schalke 04 (61.887) Vainqueur de la coupe d'Allemagne 2010-2011 - Hanovre 96 (13.887) 4e d'Allemagne en 2010-2011 - Paris SG (51.735) 4e de France en 2010-2011 - FC Sochaux (12.735) 5e de France en 2010-2011 - Spartak Moscou (51.941) 4e de Russie en 2010 - Lokomotiv Moscou (18.441) 5e de Russie en 2010 - Metalist Kharkiv (34.276) 3e d'Ukraine en 2010-2011 - Dnipro Dnipropetrovsk (12.276) 4e d'Ukraine en 2010-2011 - Steaua Bucarest (29.164) Vainqueur de la coupe de Roumanie 2010-2011 - Rapid Bucarest (16.164) 4e de Roumanie en 2010-2011 - Sporting Portugal (68.319) 3e du Portugal en 2010-2011 - Sporting Braga (62.319) 4e du Portugal en 2010-2011 - PSV Eindhoven (74.025) 3e des Pays-Bas en 2010-2011 - Beşiktaş (37.010) Vainqueur de la coupe de Turquie 2010-2011 - AEK Athènes (30.883) Vainqueur de la coupe de Grèce 2010-2011 | - Tottenham (78.157) 5e d'Angleterre en 2010-2011 - Birmingham City (17.157) Vainqueur de la coupe de la ligue anglaise 2010-2011 - Séville FC (93.465) 5e d'Espagne en 2010-2011 - Athletic Bilbao (24.465) 6e d'Espagne en 2010-2011 - Lazio Rome (23.110) 5e d'Italie en 2010-2011 - AS Rome (85.110) 6e d'Italie en 2010-2011 - Schalke 04 (61.887) Vainqueur de la coupe d'Allemagne 2010-2011 - Hanovre 96 (13.887) 4e d'Allemagne en 2010-2011 - Paris SG (51.735) 4e de France en 2010-2011 - FC Sochaux (12.735) 5e de France en 2010-2011 - Spartak Moscou (51.941) 4e de Russie en 2010 - Lokomotiv Moscou (18.441) 5e de Russie en 2010 - Metalist Kharkiv (34.276) 3e d'Ukraine en 2010-2011 - Dnipro Dnipropetrovsk (12.276) 4e d'Ukraine en 2010-2011 - Steaua Bucarest (29.164) Vainqueur de la coupe de Roumanie 2010-2011 - Rapid Bucarest (16.164) 4e de Roumanie en 2010-2011 - Sporting Portugal (68.319) 3e du Portugal en 2010-2011 - Sporting Braga (62.319) 4e du Portugal en 2010-2011 - PSV Eindhoven (74.025) 3e des Pays-Bas en 2010-2011 - Beşiktaş (37.010) Vainqueur de la coupe de Turquie 2010-2011 - AEK Athènes (30.883) Vainqueur de la coupe de Grèce 2010-2011 | - Tottenham (78.157) 5e d'Angleterre en 2010-2011 - Birmingham City (17.157) Vainqueur de la coupe de la ligue anglaise 2010-2011 - Séville FC (93.465) 5e d'Espagne en 2010-2011 - Athletic Bilbao (24.465) 6e d'Espagne en 2010-2011 - Lazio Rome (23.110) 5e d'Italie en 2010-2011 - AS Rome (85.110) 6e d'Italie en 2010-2011 - Schalke 04 (61.887) Vainqueur de la coupe d'Allemagne 2010-2011 - Hanovre 96 (13.887) 4e d'Allemagne en 2010-2011 - Paris SG (51.735) 4e de France en 2010-2011 - FC Sochaux (12.735) 5e de France en 2010-2011 - Spartak Moscou (51.941) 4e de Russie en 2010 - Lokomotiv Moscou (18.441) 5e de Russie en 2010 - Metalist Kharkiv (34.276) 3e d'Ukraine en 2010-2011 - Dnipro Dnipropetrovsk (12.276) 4e d'Ukraine en 2010-2011 - Steaua Bucarest (29.164) Vainqueur de la coupe de Roumanie 2010-2011 - Rapid Bucarest (16.164) 4e de Roumanie en 2010-2011 - Sporting Portugal (68.319) 3e du Portugal en 2010-2011 - Sporting Braga (62.319) 4e du Portugal en 2010-2011 - PSV Eindhoven (74.025) 3e des Pays-Bas en 2010-2011 - Beşiktaş (37.010) Vainqueur de la coupe de Turquie 2010-2011 - AEK Athènes (30.883) Vainqueur de la coupe de Grèce 2010-2011 | - Tottenham (78.157) 5e d'Angleterre en 2010-2011 - Birmingham City (17.157) Vainqueur de la coupe de la ligue anglaise 2010-2011 - Séville FC (93.465) 5e d'Espagne en 2010-2011 - Athletic Bilbao (24.465) 6e d'Espagne en 2010-2011 - Lazio Rome (23.110) 5e d'Italie en 2010-2011 - AS Rome (85.110) 6e d'Italie en 2010-2011 - Schalke 04 (61.887) Vainqueur de la coupe d'Allemagne 2010-2011 - Hanovre 96 (13.887) 4e d'Allemagne en 2010-2011 - Paris SG (51.735) 4e de France en 2010-2011 - FC Sochaux (12.735) 5e de France en 2010-2011 - Spartak Moscou (51.941) 4e de Russie en 2010 - Lokomotiv Moscou (18.441) 5e de Russie en 2010 - Metalist Kharkiv (34.276) 3e d'Ukraine en 2010-2011 - Dnipro Dnipropetrovsk (12.276) 4e d'Ukraine en 2010-2011 - Steaua Bucarest (29.164) Vainqueur de la coupe de Roumanie 2010-2011 - Rapid Bucarest (16.164) 4e de Roumanie en 2010-2011 - Sporting Portugal (68.319) 3e du Portugal en 2010-2011 - Sporting Braga (62.319) 4e du Portugal en 2010-2011 - PSV Eindhoven (74.025) 3e des Pays-Bas en 2010-2011 - Beşiktaş (37.010) Vainqueur de la coupe de Turquie 2010-2011 - AEK Athènes (30.883) Vainqueur de la coupe de Grèce 2010-2011 | - Tottenham (78.157) 5e d'Angleterre en 2010-2011 - Birmingham City (17.157) Vainqueur de la coupe de la ligue anglaise 2010-2011 - Séville FC (93.465) 5e d'Espagne en 2010-2011 - Athletic Bilbao (24.465) 6e d'Espagne en 2010-2011 - Lazio Rome (23.110) 5e d'Italie en 2010-2011 - AS Rome (85.110) 6e d'Italie en 2010-2011 - Schalke 04 (61.887) Vainqueur de la coupe d'Allemagne 2010-2011 - Hanovre 96 (13.887) 4e d'Allemagne en 2010-2011 - Paris SG (51.735) 4e de France en 2010-2011 - FC Sochaux (12.735) 5e de France en 2010-2011 - Spartak Moscou (51.941) 4e de Russie en 2010 - Lokomotiv Moscou (18.441) 5e de Russie en 2010 - Metalist Kharkiv (34.276) 3e d'Ukraine en 2010-2011 - Dnipro Dnipropetrovsk (12.276) 4e d'Ukraine en 2010-2011 - Steaua Bucarest (29.164) Vainqueur de la coupe de Roumanie 2010-2011 - Rapid Bucarest (16.164) 4e de Roumanie en 2010-2011 - Sporting Portugal (68.319) 3e du Portugal en 2010-2011 - Sporting Braga (62.319) 4e du Portugal en 2010-2011 - PSV Eindhoven (74.025) 3e des Pays-Bas en 2010-2011 - Beşiktaş (37.010) Vainqueur de la coupe de Turquie 2010-2011 - AEK Athènes (30.883) Vainqueur de la coupe de Grèce 2010-2011 | - Tottenham (78.157) 5e d'Angleterre en 2010-2011 - Birmingham City (17.157) Vainqueur de la coupe de la ligue anglaise 2010-2011 - Séville FC (93.465) 5e d'Espagne en 2010-2011 - Athletic Bilbao (24.465) 6e d'Espagne en 2010-2011 - Lazio Rome (23.110) 5e d'Italie en 2010-2011 - AS Rome (85.110) 6e d'Italie en 2010-2011 - Schalke 04 (61.887) Vainqueur de la coupe d'Allemagne 2010-2011 - Hanovre 96 (13.887) 4e d'Allemagne en 2010-2011 - Paris SG (51.735) 4e de France en 2010-2011 - FC Sochaux (12.735) 5e de France en 2010-2011 - Spartak Moscou (51.941) 4e de Russie en 2010 - Lokomotiv Moscou (18.441) 5e de Russie en 2010 - Metalist Kharkiv (34.276) 3e d'Ukraine en 2010-2011 - Dnipro Dnipropetrovsk (12.276) 4e d'Ukraine en 2010-2011 - Steaua Bucarest (29.164) Vainqueur de la coupe de Roumanie 2010-2011 - Rapid Bucarest (16.164) 4e de Roumanie en 2010-2011 - Sporting Portugal (68.319) 3e du Portugal en 2010-2011 - Sporting Braga (62.319) 4e du Portugal en 2010-2011 - PSV Eindhoven (74.025) 3e des Pays-Bas en 2010-2011 - Beşiktaş (37.010) Vainqueur de la coupe de Turquie 2010-2011 - AEK Athènes (30.883) Vainqueur de la coupe de Grèce 2010-2011 | - FC Sion (9.480) Vainqueur de la coupe de Suisse 2010-2011 - RSC Anderlecht (42.400) 3e de Belgique en 2010-2011 - Nordsjælland (7.110) Vainqueur de la coupe du Danemark 2010-2011 - Celtic Glasgow (39.528) Vainqueur de la coupe d’Écosse 2010-2011 - CSKA Sofia (10.575) Vainqueur de la coupe de Bulgarie 2010-2011 - 15 repêchés du 3e tour de qualification de la Ligue des Champions - Dynamo Kiev (60.776) - Panathinaïkos (57.833) - Glasgow Rangers (56.028) - Standard de Liège (32.400) - Rosenborg (20.855) - Partizan Belgrade (15.850) - Trabzonspor (12.010) - FC Vaslui (9.598) - Litex Lovetch (8.575) - Slovan Bratislava (5.899) - NK Maribor (4.224) - HJK Helsinki (3.793) - Ekranas (3.541) - Zestafoni (2.891) - Shamrock Rovers (2.741) | - FC Sion (9.480) Vainqueur de la coupe de Suisse 2010-2011 - RSC Anderlecht (42.400) 3e de Belgique en 2010-2011 - Nordsjælland (7.110) Vainqueur de la coupe du Danemark 2010-2011 - Celtic Glasgow (39.528) Vainqueur de la coupe d’Écosse 2010-2011 - CSKA Sofia (10.575) Vainqueur de la coupe de Bulgarie 2010-2011 - 15 repêchés du 3e tour de qualification de la Ligue des Champions - Dynamo Kiev (60.776) - Panathinaïkos (57.833) - Glasgow Rangers (56.028) - Standard de Liège (32.400) - Rosenborg (20.855) - Partizan Belgrade (15.850) - Trabzonspor (12.010) - FC Vaslui (9.598) - Litex Lovetch (8.575) - Slovan Bratislava (5.899) - NK Maribor (4.224) - HJK Helsinki (3.793) - Ekranas (3.541) - Zestafoni (2.891) - Shamrock Rovers (2.741) | - FC Sion (9.480) Vainqueur de la coupe de Suisse 2010-2011 - RSC Anderlecht (42.400) 3e de Belgique en 2010-2011 - Nordsjælland (7.110) Vainqueur de la coupe du Danemark 2010-2011 - Celtic Glasgow (39.528) Vainqueur de la coupe d’Écosse 2010-2011 - CSKA Sofia (10.575) Vainqueur de la coupe de Bulgarie 2010-2011 - 15 repêchés du 3e tour de qualification de la Ligue des Champions - Dynamo Kiev (60.776) - Panathinaïkos (57.833) - Glasgow Rangers (56.028) - Standard de Liège (32.400) - Rosenborg (20.855) - Partizan Belgrade (15.850) - Trabzonspor (12.010) - FC Vaslui (9.598) - Litex Lovetch (8.575) - Slovan Bratislava (5.899) - NK Maribor (4.224) - HJK Helsinki (3.793) - Ekranas (3.541) - Zestafoni (2.891) - Shamrock Rovers (2.741) | - FC Sion (9.480) Vainqueur de la coupe de Suisse 2010-2011 - RSC Anderlecht (42.400) 3e de Belgique en 2010-2011 - Nordsjælland (7.110) Vainqueur de la coupe du Danemark 2010-2011 - Celtic Glasgow (39.528) Vainqueur de la coupe d’Écosse 2010-2011 - CSKA Sofia (10.575) Vainqueur de la coupe de Bulgarie 2010-2011 - 15 repêchés du 3e tour de qualification de la Ligue des Champions - Dynamo Kiev (60.776) - Panathinaïkos (57.833) - Glasgow Rangers (56.028) - Standard de Liège (32.400) - Rosenborg (20.855) - Partizan Belgrade (15.850) - Trabzonspor (12.010) - FC Vaslui (9.598) - Litex Lovetch (8.575) - Slovan Bratislava (5.899) - NK Maribor (4.224) - HJK Helsinki (3.793) - Ekranas (3.541) - Zestafoni (2.891) - Shamrock Rovers (2.741) | - FC Sion (9.480) Vainqueur de la coupe de Suisse 2010-2011 - RSC Anderlecht (42.400) 3e de Belgique en 2010-2011 - Nordsjælland (7.110) Vainqueur de la coupe du Danemark 2010-2011 - Celtic Glasgow (39.528) Vainqueur de la coupe d’Écosse 2010-2011 - CSKA Sofia (10.575) Vainqueur de la coupe de Bulgarie 2010-2011 - 15 repêchés du 3e tour de qualification de la Ligue des Champions - Dynamo Kiev (60.776) - Panathinaïkos (57.833) - Glasgow Rangers (56.028) - Standard de Liège (32.400) - Rosenborg (20.855) - Partizan Belgrade (15.850) - Trabzonspor (12.010) - FC Vaslui (9.598) - Litex Lovetch (8.575) - Slovan Bratislava (5.899) - NK Maribor (4.224) - HJK Helsinki (3.793) - Ekranas (3.541) - Zestafoni (2.891) - Shamrock Rovers (2.741) | - FC Sion (9.480) Vainqueur de la coupe de Suisse 2010-2011 - RSC Anderlecht (42.400) 3e de Belgique en 2010-2011 - Nordsjælland (7.110) Vainqueur de la coupe du Danemark 2010-2011 - Celtic Glasgow (39.528) Vainqueur de la coupe d’Écosse 2010-2011 - CSKA Sofia (10.575) Vainqueur de la coupe de Bulgarie 2010-2011 - 15 repêchés du 3e tour de qualification de la Ligue des Champions - Dynamo Kiev (60.776) - Panathinaïkos (57.833) - Glasgow Rangers (56.028) - Standard de Liège (32.400) - Rosenborg (20.855) - Partizan Belgrade (15.850) - Trabzonspor (12.010) - FC Vaslui (9.598) - Litex Lovetch (8.575) - Slovan Bratislava (5.899) - NK Maribor (4.224) - HJK Helsinki (3.793) - Ekranas (3.541) - Zestafoni (2.891) - Shamrock Rovers (2.741) | - FC Sion (9.480) Vainqueur de la coupe de Suisse 2010-2011 - RSC Anderlecht (42.400) 3e de Belgique en 2010-2011 - Nordsjælland (7.110) Vainqueur de la coupe du Danemark 2010-2011 - Celtic Glasgow (39.528) Vainqueur de la coupe d’Écosse 2010-2011 - CSKA Sofia (10.575) Vainqueur de la coupe de Bulgarie 2010-2011 - 15 repêchés du 3e tour de qualification de la Ligue des Champions - Dynamo Kiev (60.776) - Panathinaïkos (57.833) - Glasgow Rangers (56.028) - Standard de Liège (32.400) - Rosenborg (20.855) - Partizan Belgrade (15.850) - Trabzonspor (12.010) - FC Vaslui (9.598) - Litex Lovetch (8.575) - Slovan Bratislava (5.899) - NK Maribor (4.224) - HJK Helsinki (3.793) - Ekranas (3.541) - Zestafoni (2.891) - Shamrock Rovers (2.741) | - FC Sion (9.480) Vainqueur de la coupe de Suisse 2010-2011 - RSC Anderlecht (42.400) 3e de Belgique en 2010-2011 - Nordsjælland (7.110) Vainqueur de la coupe du Danemark 2010-2011 - Celtic Glasgow (39.528) Vainqueur de la coupe d’Écosse 2010-2011 - CSKA Sofia (10.575) Vainqueur de la coupe de Bulgarie 2010-2011 - 15 repêchés du 3e tour de qualification de la Ligue des Champions - Dynamo Kiev (60.776) - Panathinaïkos (57.833) - Glasgow Rangers (56.028) - Standard de Liège (32.400) - Rosenborg (20.855) - Partizan Belgrade (15.850) - Trabzonspor (12.010) - FC Vaslui (9.598) - Litex Lovetch (8.575) - Slovan Bratislava (5.899) - NK Maribor (4.224) - HJK Helsinki (3.793) - Ekranas (3.541) - Zestafoni (2.891) - Shamrock Rovers (2.741) |
| Troisième tour de qualification | | | | | | | | | | | | | | | |
| - Stoke City (17.157) Finaliste de la coupe d'Angleterre 2010-2011 - Atlético Madrid (70.415) 7e d'Espagne en 2010-2011 - Palerme (26.110) Finaliste de la coupe d'Italie 2010-2011 - Mayence 05 (19.887) 5e d'Allemagne en 2010-2011 - Stade rennais FC (16.735) 6e de France en 2010-2011 - Alania Vladikavkaz (9.941) Finaliste de la coupe de Russie 2010-2011 - Karpaty Lviv (10.776) 5e d'Ukraine en 2010-2011 - Dinamo Bucarest (22.164) 6e de Roumanie en 2010-2011 - Vitória Guimarães (11.319) 5e du Portugal en 2010-2011 - AZ Alkmaar (43.025) 4e des Pays-Bas en 2010-2011 - Bursaspor (12.010) 3e de Turquie en 2010-2011 - PAOK Salonique (17.333) 2e des playoffs de Grèce en 2010-2011 - Young Boys Berne (14.980) 3e de Suisse en 2010-2011 - Club Bruges (31.400) 4e de Belgique en 2010-2011 - Brøndby (10.110) 3e du Danemark en 2010-2011 | - Stoke City (17.157) Finaliste de la coupe d'Angleterre 2010-2011 - Atlético Madrid (70.415) 7e d'Espagne en 2010-2011 - Palerme (26.110) Finaliste de la coupe d'Italie 2010-2011 - Mayence 05 (19.887) 5e d'Allemagne en 2010-2011 - Stade rennais FC (16.735) 6e de France en 2010-2011 - Alania Vladikavkaz (9.941) Finaliste de la coupe de Russie 2010-2011 - Karpaty Lviv (10.776) 5e d'Ukraine en 2010-2011 - Dinamo Bucarest (22.164) 6e de Roumanie en 2010-2011 - Vitória Guimarães (11.319) 5e du Portugal en 2010-2011 - AZ Alkmaar (43.025) 4e des Pays-Bas en 2010-2011 - Bursaspor (12.010) 3e de Turquie en 2010-2011 - PAOK Salonique (17.333) 2e des playoffs de Grèce en 2010-2011 - Young Boys Berne (14.980) 3e de Suisse en 2010-2011 - Club Bruges (31.400) 4e de Belgique en 2010-2011 - Brøndby (10.110) 3e du Danemark en 2010-2011 | - Stoke City (17.157) Finaliste de la coupe d'Angleterre 2010-2011 - Atlético Madrid (70.415) 7e d'Espagne en 2010-2011 - Palerme (26.110) Finaliste de la coupe d'Italie 2010-2011 - Mayence 05 (19.887) 5e d'Allemagne en 2010-2011 - Stade rennais FC (16.735) 6e de France en 2010-2011 - Alania Vladikavkaz (9.941) Finaliste de la coupe de Russie 2010-2011 - Karpaty Lviv (10.776) 5e d'Ukraine en 2010-2011 - Dinamo Bucarest (22.164) 6e de Roumanie en 2010-2011 - Vitória Guimarães (11.319) 5e du Portugal en 2010-2011 - AZ Alkmaar (43.025) 4e des Pays-Bas en 2010-2011 - Bursaspor (12.010) 3e de Turquie en 2010-2011 - PAOK Salonique (17.333) 2e des playoffs de Grèce en 2010-2011 - Young Boys Berne (14.980) 3e de Suisse en 2010-2011 - Club Bruges (31.400) 4e de Belgique en 2010-2011 - Brøndby (10.110) 3e du Danemark en 2010-2011 | - Stoke City (17.157) Finaliste de la coupe d'Angleterre 2010-2011 - Atlético Madrid (70.415) 7e d'Espagne en 2010-2011 - Palerme (26.110) Finaliste de la coupe d'Italie 2010-2011 - Mayence 05 (19.887) 5e d'Allemagne en 2010-2011 - Stade rennais FC (16.735) 6e de France en 2010-2011 - Alania Vladikavkaz (9.941) Finaliste de la coupe de Russie 2010-2011 - Karpaty Lviv (10.776) 5e d'Ukraine en 2010-2011 - Dinamo Bucarest (22.164) 6e de Roumanie en 2010-2011 - Vitória Guimarães (11.319) 5e du Portugal en 2010-2011 - AZ Alkmaar (43.025) 4e des Pays-Bas en 2010-2011 - Bursaspor (12.010) 3e de Turquie en 2010-2011 - PAOK Salonique (17.333) 2e des playoffs de Grèce en 2010-2011 - Young Boys Berne (14.980) 3e de Suisse en 2010-2011 - Club Bruges (31.400) 4e de Belgique en 2010-2011 - Brøndby (10.110) 3e du Danemark en 2010-2011 | - Stoke City (17.157) Finaliste de la coupe d'Angleterre 2010-2011 - Atlético Madrid (70.415) 7e d'Espagne en 2010-2011 - Palerme (26.110) Finaliste de la coupe d'Italie 2010-2011 - Mayence 05 (19.887) 5e d'Allemagne en 2010-2011 - Stade rennais FC (16.735) 6e de France en 2010-2011 - Alania Vladikavkaz (9.941) Finaliste de la coupe de Russie 2010-2011 - Karpaty Lviv (10.776) 5e d'Ukraine en 2010-2011 - Dinamo Bucarest (22.164) 6e de Roumanie en 2010-2011 - Vitória Guimarães (11.319) 5e du Portugal en 2010-2011 - AZ Alkmaar (43.025) 4e des Pays-Bas en 2010-2011 - Bursaspor (12.010) 3e de Turquie en 2010-2011 - PAOK Salonique (17.333) 2e des playoffs de Grèce en 2010-2011 - Young Boys Berne (14.980) 3e de Suisse en 2010-2011 - Club Bruges (31.400) 4e de Belgique en 2010-2011 - Brøndby (10.110) 3e du Danemark en 2010-2011 | - Stoke City (17.157) Finaliste de la coupe d'Angleterre 2010-2011 - Atlético Madrid (70.415) 7e d'Espagne en 2010-2011 - Palerme (26.110) Finaliste de la coupe d'Italie 2010-2011 - Mayence 05 (19.887) 5e d'Allemagne en 2010-2011 - Stade rennais FC (16.735) 6e de France en 2010-2011 - Alania Vladikavkaz (9.941) Finaliste de la coupe de Russie 2010-2011 - Karpaty Lviv (10.776) 5e d'Ukraine en 2010-2011 - Dinamo Bucarest (22.164) 6e de Roumanie en 2010-2011 - Vitória Guimarães (11.319) 5e du Portugal en 2010-2011 - AZ Alkmaar (43.025) 4e des Pays-Bas en 2010-2011 - Bursaspor (12.010) 3e de Turquie en 2010-2011 - PAOK Salonique (17.333) 2e des playoffs de Grèce en 2010-2011 - Young Boys Berne (14.980) 3e de Suisse en 2010-2011 - Club Bruges (31.400) 4e de Belgique en 2010-2011 - Brøndby (10.110) 3e du Danemark en 2010-2011 | - Stoke City (17.157) Finaliste de la coupe d'Angleterre 2010-2011 - Atlético Madrid (70.415) 7e d'Espagne en 2010-2011 - Palerme (26.110) Finaliste de la coupe d'Italie 2010-2011 - Mayence 05 (19.887) 5e d'Allemagne en 2010-2011 - Stade rennais FC (16.735) 6e de France en 2010-2011 - Alania Vladikavkaz (9.941) Finaliste de la coupe de Russie 2010-2011 - Karpaty Lviv (10.776) 5e d'Ukraine en 2010-2011 - Dinamo Bucarest (22.164) 6e de Roumanie en 2010-2011 - Vitória Guimarães (11.319) 5e du Portugal en 2010-2011 - AZ Alkmaar (43.025) 4e des Pays-Bas en 2010-2011 - Bursaspor (12.010) 3e de Turquie en 2010-2011 - PAOK Salonique (17.333) 2e des playoffs de Grèce en 2010-2011 - Young Boys Berne (14.980) 3e de Suisse en 2010-2011 - Club Bruges (31.400) 4e de Belgique en 2010-2011 - Brøndby (10.110) 3e du Danemark en 2010-2011 | - Stoke City (17.157) Finaliste de la coupe d'Angleterre 2010-2011 - Atlético Madrid (70.415) 7e d'Espagne en 2010-2011 - Palerme (26.110) Finaliste de la coupe d'Italie 2010-2011 - Mayence 05 (19.887) 5e d'Allemagne en 2010-2011 - Stade rennais FC (16.735) 6e de France en 2010-2011 - Alania Vladikavkaz (9.941) Finaliste de la coupe de Russie 2010-2011 - Karpaty Lviv (10.776) 5e d'Ukraine en 2010-2011 - Dinamo Bucarest (22.164) 6e de Roumanie en 2010-2011 - Vitória Guimarães (11.319) 5e du Portugal en 2010-2011 - AZ Alkmaar (43.025) 4e des Pays-Bas en 2010-2011 - Bursaspor (12.010) 3e de Turquie en 2010-2011 - PAOK Salonique (17.333) 2e des playoffs de Grèce en 2010-2011 - Young Boys Berne (14.980) 3e de Suisse en 2010-2011 - Club Bruges (31.400) 4e de Belgique en 2010-2011 - Brøndby (10.110) 3e du Danemark en 2010-2011 | - Heart of Midlothian (7.528) 3e d'Écosse en 2010-2011 - Levski Sofia (14.575) 2e de Bulgarie en 2010-2011 - Mladá Boleslav (13.170) Vainqueur de la coupe de République tchèque 2010-2011 - Sparta Prague (30.170) 2e de République tchèque en 2010-2011 - SV Ried (4.140) Vainqueur de la coupe d'Autriche 2010-2011 - Hapoël Tel-Aviv (36.400) Vainqueur de la coupe d'Israël 2010-2011 - Omonia Nicosie (6.124) Vainqueur de la coupe de Chypre 2010-2011 - Strømsgodset (2.875) Vainqueur de la coupe de Norvège 2010 - FK Senica (2.899) 2e de Slovaquie en 2010-2011 - Helsingborg (10.825) Vainqueur de la coupe de Suède 2010 - Étoile rouge de Belgrade (9.350) 2e de Serbie en 2010-2011 - Legia Varsovie (5.183) Vainqueur de la Coupe de Pologne 2010-2011 - Hajduk Split (6.224) 2e de Croatie en 2010-2011 - FK Gomel (3.216) Vainqueur de la Coupe de Biélorussie 2010-2011 - Sligo Rovers (1.991) Vainqueur de la coupe d'Irlande 2010 | - Heart of Midlothian (7.528) 3e d'Écosse en 2010-2011 - Levski Sofia (14.575) 2e de Bulgarie en 2010-2011 - Mladá Boleslav (13.170) Vainqueur de la coupe de République tchèque 2010-2011 - Sparta Prague (30.170) 2e de République tchèque en 2010-2011 - SV Ried (4.140) Vainqueur de la coupe d'Autriche 2010-2011 - Hapoël Tel-Aviv (36.400) Vainqueur de la coupe d'Israël 2010-2011 - Omonia Nicosie (6.124) Vainqueur de la coupe de Chypre 2010-2011 - Strømsgodset (2.875) Vainqueur de la coupe de Norvège 2010 - FK Senica (2.899) 2e de Slovaquie en 2010-2011 - Helsingborg (10.825) Vainqueur de la coupe de Suède 2010 - Étoile rouge de Belgrade (9.350) 2e de Serbie en 2010-2011 - Legia Varsovie (5.183) Vainqueur de la Coupe de Pologne 2010-2011 - Hajduk Split (6.224) 2e de Croatie en 2010-2011 - FK Gomel (3.216) Vainqueur de la Coupe de Biélorussie 2010-2011 - Sligo Rovers (1.991) Vainqueur de la coupe d'Irlande 2010 | - Heart of Midlothian (7.528) 3e d'Écosse en 2010-2011 - Levski Sofia (14.575) 2e de Bulgarie en 2010-2011 - Mladá Boleslav (13.170) Vainqueur de la coupe de République tchèque 2010-2011 - Sparta Prague (30.170) 2e de République tchèque en 2010-2011 - SV Ried (4.140) Vainqueur de la coupe d'Autriche 2010-2011 - Hapoël Tel-Aviv (36.400) Vainqueur de la coupe d'Israël 2010-2011 - Omonia Nicosie (6.124) Vainqueur de la coupe de Chypre 2010-2011 - Strømsgodset (2.875) Vainqueur de la coupe de Norvège 2010 - FK Senica (2.899) 2e de Slovaquie en 2010-2011 - Helsingborg (10.825) Vainqueur de la coupe de Suède 2010 - Étoile rouge de Belgrade (9.350) 2e de Serbie en 2010-2011 - Legia Varsovie (5.183) Vainqueur de la Coupe de Pologne 2010-2011 - Hajduk Split (6.224) 2e de Croatie en 2010-2011 - FK Gomel (3.216) Vainqueur de la Coupe de Biélorussie 2010-2011 - Sligo Rovers (1.991) Vainqueur de la coupe d'Irlande 2010 | - Heart of Midlothian (7.528) 3e d'Écosse en 2010-2011 - Levski Sofia (14.575) 2e de Bulgarie en 2010-2011 - Mladá Boleslav (13.170) Vainqueur de la coupe de République tchèque 2010-2011 - Sparta Prague (30.170) 2e de République tchèque en 2010-2011 - SV Ried (4.140) Vainqueur de la coupe d'Autriche 2010-2011 - Hapoël Tel-Aviv (36.400) Vainqueur de la coupe d'Israël 2010-2011 - Omonia Nicosie (6.124) Vainqueur de la coupe de Chypre 2010-2011 - Strømsgodset (2.875) Vainqueur de la coupe de Norvège 2010 - FK Senica (2.899) 2e de Slovaquie en 2010-2011 - Helsingborg (10.825) Vainqueur de la coupe de Suède 2010 - Étoile rouge de Belgrade (9.350) 2e de Serbie en 2010-2011 - Legia Varsovie (5.183) Vainqueur de la Coupe de Pologne 2010-2011 - Hajduk Split (6.224) 2e de Croatie en 2010-2011 - FK Gomel (3.216) Vainqueur de la Coupe de Biélorussie 2010-2011 - Sligo Rovers (1.991) Vainqueur de la coupe d'Irlande 2010 | - Heart of Midlothian (7.528) 3e d'Écosse en 2010-2011 - Levski Sofia (14.575) 2e de Bulgarie en 2010-2011 - Mladá Boleslav (13.170) Vainqueur de la coupe de République tchèque 2010-2011 - Sparta Prague (30.170) 2e de République tchèque en 2010-2011 - SV Ried (4.140) Vainqueur de la coupe d'Autriche 2010-2011 - Hapoël Tel-Aviv (36.400) Vainqueur de la coupe d'Israël 2010-2011 - Omonia Nicosie (6.124) Vainqueur de la coupe de Chypre 2010-2011 - Strømsgodset (2.875) Vainqueur de la coupe de Norvège 2010 - FK Senica (2.899) 2e de Slovaquie en 2010-2011 - Helsingborg (10.825) Vainqueur de la coupe de Suède 2010 - Étoile rouge de Belgrade (9.350) 2e de Serbie en 2010-2011 - Legia Varsovie (5.183) Vainqueur de la Coupe de Pologne 2010-2011 - Hajduk Split (6.224) 2e de Croatie en 2010-2011 - FK Gomel (3.216) Vainqueur de la Coupe de Biélorussie 2010-2011 - Sligo Rovers (1.991) Vainqueur de la coupe d'Irlande 2010 | - Heart of Midlothian (7.528) 3e d'Écosse en 2010-2011 - Levski Sofia (14.575) 2e de Bulgarie en 2010-2011 - Mladá Boleslav (13.170) Vainqueur de la coupe de République tchèque 2010-2011 - Sparta Prague (30.170) 2e de République tchèque en 2010-2011 - SV Ried (4.140) Vainqueur de la coupe d'Autriche 2010-2011 - Hapoël Tel-Aviv (36.400) Vainqueur de la coupe d'Israël 2010-2011 - Omonia Nicosie (6.124) Vainqueur de la coupe de Chypre 2010-2011 - Strømsgodset (2.875) Vainqueur de la coupe de Norvège 2010 - FK Senica (2.899) 2e de Slovaquie en 2010-2011 - Helsingborg (10.825) Vainqueur de la coupe de Suède 2010 - Étoile rouge de Belgrade (9.350) 2e de Serbie en 2010-2011 - Legia Varsovie (5.183) Vainqueur de la Coupe de Pologne 2010-2011 - Hajduk Split (6.224) 2e de Croatie en 2010-2011 - FK Gomel (3.216) Vainqueur de la Coupe de Biélorussie 2010-2011 - Sligo Rovers (1.991) Vainqueur de la coupe d'Irlande 2010 | - Heart of Midlothian (7.528) 3e d'Écosse en 2010-2011 - Levski Sofia (14.575) 2e de Bulgarie en 2010-2011 - Mladá Boleslav (13.170) Vainqueur de la coupe de République tchèque 2010-2011 - Sparta Prague (30.170) 2e de République tchèque en 2010-2011 - SV Ried (4.140) Vainqueur de la coupe d'Autriche 2010-2011 - Hapoël Tel-Aviv (36.400) Vainqueur de la coupe d'Israël 2010-2011 - Omonia Nicosie (6.124) Vainqueur de la coupe de Chypre 2010-2011 - Strømsgodset (2.875) Vainqueur de la coupe de Norvège 2010 - FK Senica (2.899) 2e de Slovaquie en 2010-2011 - Helsingborg (10.825) Vainqueur de la coupe de Suède 2010 - Étoile rouge de Belgrade (9.350) 2e de Serbie en 2010-2011 - Legia Varsovie (5.183) Vainqueur de la Coupe de Pologne 2010-2011 - Hajduk Split (6.224) 2e de Croatie en 2010-2011 - FK Gomel (3.216) Vainqueur de la Coupe de Biélorussie 2010-2011 - Sligo Rovers (1.991) Vainqueur de la coupe d'Irlande 2010 | - Heart of Midlothian (7.528) 3e d'Écosse en 2010-2011 - Levski Sofia (14.575) 2e de Bulgarie en 2010-2011 - Mladá Boleslav (13.170) Vainqueur de la coupe de République tchèque 2010-2011 - Sparta Prague (30.170) 2e de République tchèque en 2010-2011 - SV Ried (4.140) Vainqueur de la coupe d'Autriche 2010-2011 - Hapoël Tel-Aviv (36.400) Vainqueur de la coupe d'Israël 2010-2011 - Omonia Nicosie (6.124) Vainqueur de la coupe de Chypre 2010-2011 - Strømsgodset (2.875) Vainqueur de la coupe de Norvège 2010 - FK Senica (2.899) 2e de Slovaquie en 2010-2011 - Helsingborg (10.825) Vainqueur de la coupe de Suède 2010 - Étoile rouge de Belgrade (9.350) 2e de Serbie en 2010-2011 - Legia Varsovie (5.183) Vainqueur de la Coupe de Pologne 2010-2011 - Hajduk Split (6.224) 2e de Croatie en 2010-2011 - FK Gomel (3.216) Vainqueur de la Coupe de Biélorussie 2010-2011 - Sligo Rovers (1.991) Vainqueur de la coupe d'Irlande 2010 |
| Deuxième tour de qualification | | | | | | | | | | | | | | | |
| - Vorskla Poltava (10.276) 6e d'Ukraine en 2010-2011 - Gaz Metan Mediaş (5.164) 7e de Roumanie en 2010-2011 - CD Nacional (14.319) 6e du Portugal en 2010-2011 - ADO La Haye (9.525) Vainqueur des playoffs des Pays-Bas en 2010-2011 - Gaziantepspor (7.010) 4e de Turquie en 2010-2011 - Olympiakos Volos (6.833) 4e des playoffs de Grèce en 2010-2011 - Thoune (4.980) 5e de Suisse en 2010-2011 - Westerlo (5.400) Finaliste de la coupe de Belgique 2010-2011 - FC Midtjylland (6.110) 4e du Danemark en 2010-2011 - Dundee United (6.528) 4e d'Écosse en 2010-2011 - Lokomotiv Sofia (7.575) 4e de Bulgarie en 2010-2011 - Baumit Jablonec (5.170) 3e de République tchèque en 2010-2011 - Red Bull Salzbourg (22.140) 2e d'Autriche en 2010-2011 - Austria Vienne (16.640) 3e d'Autriche en 2010-2011 - Maccabi Tel-Aviv (5.900) 3e d'Israël en 2010-2011 - Bnei Yehoudah (6.400) 4e d'Israël en 2010-2011 - Anorthosis Famagouste (14.624) 3e de Chypre en 2010-2011 - AEK Larnaca (3.624) 4e de Chypre en 2010-2011 - Vålerenga (4.875) 2e de Norvège en 2010 - MŠK Žilina (14.399) 3e de Slovaquie en 2010-2011 - Örebro (2.825) 3e de Suède en 2010 - Vojvodina Novi Sad (3.850) 3e de Serbie en 2010-2011 - Śląsk Wrocław (3.183) 2e de Pologne en 2010-2011 - RNK Split (3.224) 3e de Croatie en 2010-2011 - Shakhtyor Soligorsk (3.216) 2e de Biélorussie en 2010 - Bohemians (3.741) 2e d'Irlande en 2010 - TPS (2.293) Vainqueur de la coupe de Finlande 2010 - KuPS (1.793) 2e de Finlande en 2010 | - Vorskla Poltava (10.276) 6e d'Ukraine en 2010-2011 - Gaz Metan Mediaş (5.164) 7e de Roumanie en 2010-2011 - CD Nacional (14.319) 6e du Portugal en 2010-2011 - ADO La Haye (9.525) Vainqueur des playoffs des Pays-Bas en 2010-2011 - Gaziantepspor (7.010) 4e de Turquie en 2010-2011 - Olympiakos Volos (6.833) 4e des playoffs de Grèce en 2010-2011 - Thoune (4.980) 5e de Suisse en 2010-2011 - Westerlo (5.400) Finaliste de la coupe de Belgique 2010-2011 - FC Midtjylland (6.110) 4e du Danemark en 2010-2011 - Dundee United (6.528) 4e d'Écosse en 2010-2011 - Lokomotiv Sofia (7.575) 4e de Bulgarie en 2010-2011 - Baumit Jablonec (5.170) 3e de République tchèque en 2010-2011 - Red Bull Salzbourg (22.140) 2e d'Autriche en 2010-2011 - Austria Vienne (16.640) 3e d'Autriche en 2010-2011 - Maccabi Tel-Aviv (5.900) 3e d'Israël en 2010-2011 - Bnei Yehoudah (6.400) 4e d'Israël en 2010-2011 - Anorthosis Famagouste (14.624) 3e de Chypre en 2010-2011 - AEK Larnaca (3.624) 4e de Chypre en 2010-2011 - Vålerenga (4.875) 2e de Norvège en 2010 - MŠK Žilina (14.399) 3e de Slovaquie en 2010-2011 - Örebro (2.825) 3e de Suède en 2010 - Vojvodina Novi Sad (3.850) 3e de Serbie en 2010-2011 - Śląsk Wrocław (3.183) 2e de Pologne en 2010-2011 - RNK Split (3.224) 3e de Croatie en 2010-2011 - Shakhtyor Soligorsk (3.216) 2e de Biélorussie en 2010 - Bohemians (3.741) 2e d'Irlande en 2010 - TPS (2.293) Vainqueur de la coupe de Finlande 2010 - KuPS (1.793) 2e de Finlande en 2010 | - Vorskla Poltava (10.276) 6e d'Ukraine en 2010-2011 - Gaz Metan Mediaş (5.164) 7e de Roumanie en 2010-2011 - CD Nacional (14.319) 6e du Portugal en 2010-2011 - ADO La Haye (9.525) Vainqueur des playoffs des Pays-Bas en 2010-2011 - Gaziantepspor (7.010) 4e de Turquie en 2010-2011 - Olympiakos Volos (6.833) 4e des playoffs de Grèce en 2010-2011 - Thoune (4.980) 5e de Suisse en 2010-2011 - Westerlo (5.400) Finaliste de la coupe de Belgique 2010-2011 - FC Midtjylland (6.110) 4e du Danemark en 2010-2011 - Dundee United (6.528) 4e d'Écosse en 2010-2011 - Lokomotiv Sofia (7.575) 4e de Bulgarie en 2010-2011 - Baumit Jablonec (5.170) 3e de République tchèque en 2010-2011 - Red Bull Salzbourg (22.140) 2e d'Autriche en 2010-2011 - Austria Vienne (16.640) 3e d'Autriche en 2010-2011 - Maccabi Tel-Aviv (5.900) 3e d'Israël en 2010-2011 - Bnei Yehoudah (6.400) 4e d'Israël en 2010-2011 - Anorthosis Famagouste (14.624) 3e de Chypre en 2010-2011 - AEK Larnaca (3.624) 4e de Chypre en 2010-2011 - Vålerenga (4.875) 2e de Norvège en 2010 - MŠK Žilina (14.399) 3e de Slovaquie en 2010-2011 - Örebro (2.825) 3e de Suède en 2010 - Vojvodina Novi Sad (3.850) 3e de Serbie en 2010-2011 - Śląsk Wrocław (3.183) 2e de Pologne en 2010-2011 - RNK Split (3.224) 3e de Croatie en 2010-2011 - Shakhtyor Soligorsk (3.216) 2e de Biélorussie en 2010 - Bohemians (3.741) 2e d'Irlande en 2010 - TPS (2.293) Vainqueur de la coupe de Finlande 2010 - KuPS (1.793) 2e de Finlande en 2010 | - Vorskla Poltava (10.276) 6e d'Ukraine en 2010-2011 - Gaz Metan Mediaş (5.164) 7e de Roumanie en 2010-2011 - CD Nacional (14.319) 6e du Portugal en 2010-2011 - ADO La Haye (9.525) Vainqueur des playoffs des Pays-Bas en 2010-2011 - Gaziantepspor (7.010) 4e de Turquie en 2010-2011 - Olympiakos Volos (6.833) 4e des playoffs de Grèce en 2010-2011 - Thoune (4.980) 5e de Suisse en 2010-2011 - Westerlo (5.400) Finaliste de la coupe de Belgique 2010-2011 - FC Midtjylland (6.110) 4e du Danemark en 2010-2011 - Dundee United (6.528) 4e d'Écosse en 2010-2011 - Lokomotiv Sofia (7.575) 4e de Bulgarie en 2010-2011 - Baumit Jablonec (5.170) 3e de République tchèque en 2010-2011 - Red Bull Salzbourg (22.140) 2e d'Autriche en 2010-2011 - Austria Vienne (16.640) 3e d'Autriche en 2010-2011 - Maccabi Tel-Aviv (5.900) 3e d'Israël en 2010-2011 - Bnei Yehoudah (6.400) 4e d'Israël en 2010-2011 - Anorthosis Famagouste (14.624) 3e de Chypre en 2010-2011 - AEK Larnaca (3.624) 4e de Chypre en 2010-2011 - Vålerenga (4.875) 2e de Norvège en 2010 - MŠK Žilina (14.399) 3e de Slovaquie en 2010-2011 - Örebro (2.825) 3e de Suède en 2010 - Vojvodina Novi Sad (3.850) 3e de Serbie en 2010-2011 - Śląsk Wrocław (3.183) 2e de Pologne en 2010-2011 - RNK Split (3.224) 3e de Croatie en 2010-2011 - Shakhtyor Soligorsk (3.216) 2e de Biélorussie en 2010 - Bohemians (3.741) 2e d'Irlande en 2010 - TPS (2.293) Vainqueur de la coupe de Finlande 2010 - KuPS (1.793) 2e de Finlande en 2010 | - Vorskla Poltava (10.276) 6e d'Ukraine en 2010-2011 - Gaz Metan Mediaş (5.164) 7e de Roumanie en 2010-2011 - CD Nacional (14.319) 6e du Portugal en 2010-2011 - ADO La Haye (9.525) Vainqueur des playoffs des Pays-Bas en 2010-2011 - Gaziantepspor (7.010) 4e de Turquie en 2010-2011 - Olympiakos Volos (6.833) 4e des playoffs de Grèce en 2010-2011 - Thoune (4.980) 5e de Suisse en 2010-2011 - Westerlo (5.400) Finaliste de la coupe de Belgique 2010-2011 - FC Midtjylland (6.110) 4e du Danemark en 2010-2011 - Dundee United (6.528) 4e d'Écosse en 2010-2011 - Lokomotiv Sofia (7.575) 4e de Bulgarie en 2010-2011 - Baumit Jablonec (5.170) 3e de République tchèque en 2010-2011 - Red Bull Salzbourg (22.140) 2e d'Autriche en 2010-2011 - Austria Vienne (16.640) 3e d'Autriche en 2010-2011 - Maccabi Tel-Aviv (5.900) 3e d'Israël en 2010-2011 - Bnei Yehoudah (6.400) 4e d'Israël en 2010-2011 - Anorthosis Famagouste (14.624) 3e de Chypre en 2010-2011 - AEK Larnaca (3.624) 4e de Chypre en 2010-2011 - Vålerenga (4.875) 2e de Norvège en 2010 - MŠK Žilina (14.399) 3e de Slovaquie en 2010-2011 - Örebro (2.825) 3e de Suède en 2010 - Vojvodina Novi Sad (3.850) 3e de Serbie en 2010-2011 - Śląsk Wrocław (3.183) 2e de Pologne en 2010-2011 - RNK Split (3.224) 3e de Croatie en 2010-2011 - Shakhtyor Soligorsk (3.216) 2e de Biélorussie en 2010 - Bohemians (3.741) 2e d'Irlande en 2010 - TPS (2.293) Vainqueur de la coupe de Finlande 2010 - KuPS (1.793) 2e de Finlande en 2010 | - Vorskla Poltava (10.276) 6e d'Ukraine en 2010-2011 - Gaz Metan Mediaş (5.164) 7e de Roumanie en 2010-2011 - CD Nacional (14.319) 6e du Portugal en 2010-2011 - ADO La Haye (9.525) Vainqueur des playoffs des Pays-Bas en 2010-2011 - Gaziantepspor (7.010) 4e de Turquie en 2010-2011 - Olympiakos Volos (6.833) 4e des playoffs de Grèce en 2010-2011 - Thoune (4.980) 5e de Suisse en 2010-2011 - Westerlo (5.400) Finaliste de la coupe de Belgique 2010-2011 - FC Midtjylland (6.110) 4e du Danemark en 2010-2011 - Dundee United (6.528) 4e d'Écosse en 2010-2011 - Lokomotiv Sofia (7.575) 4e de Bulgarie en 2010-2011 - Baumit Jablonec (5.170) 3e de République tchèque en 2010-2011 - Red Bull Salzbourg (22.140) 2e d'Autriche en 2010-2011 - Austria Vienne (16.640) 3e d'Autriche en 2010-2011 - Maccabi Tel-Aviv (5.900) 3e d'Israël en 2010-2011 - Bnei Yehoudah (6.400) 4e d'Israël en 2010-2011 - Anorthosis Famagouste (14.624) 3e de Chypre en 2010-2011 - AEK Larnaca (3.624) 4e de Chypre en 2010-2011 - Vålerenga (4.875) 2e de Norvège en 2010 - MŠK Žilina (14.399) 3e de Slovaquie en 2010-2011 - Örebro (2.825) 3e de Suède en 2010 - Vojvodina Novi Sad (3.850) 3e de Serbie en 2010-2011 - Śląsk Wrocław (3.183) 2e de Pologne en 2010-2011 - RNK Split (3.224) 3e de Croatie en 2010-2011 - Shakhtyor Soligorsk (3.216) 2e de Biélorussie en 2010 - Bohemians (3.741) 2e d'Irlande en 2010 - TPS (2.293) Vainqueur de la coupe de Finlande 2010 - KuPS (1.793) 2e de Finlande en 2010 | - Vorskla Poltava (10.276) 6e d'Ukraine en 2010-2011 - Gaz Metan Mediaş (5.164) 7e de Roumanie en 2010-2011 - CD Nacional (14.319) 6e du Portugal en 2010-2011 - ADO La Haye (9.525) Vainqueur des playoffs des Pays-Bas en 2010-2011 - Gaziantepspor (7.010) 4e de Turquie en 2010-2011 - Olympiakos Volos (6.833) 4e des playoffs de Grèce en 2010-2011 - Thoune (4.980) 5e de Suisse en 2010-2011 - Westerlo (5.400) Finaliste de la coupe de Belgique 2010-2011 - FC Midtjylland (6.110) 4e du Danemark en 2010-2011 - Dundee United (6.528) 4e d'Écosse en 2010-2011 - Lokomotiv Sofia (7.575) 4e de Bulgarie en 2010-2011 - Baumit Jablonec (5.170) 3e de République tchèque en 2010-2011 - Red Bull Salzbourg (22.140) 2e d'Autriche en 2010-2011 - Austria Vienne (16.640) 3e d'Autriche en 2010-2011 - Maccabi Tel-Aviv (5.900) 3e d'Israël en 2010-2011 - Bnei Yehoudah (6.400) 4e d'Israël en 2010-2011 - Anorthosis Famagouste (14.624) 3e de Chypre en 2010-2011 - AEK Larnaca (3.624) 4e de Chypre en 2010-2011 - Vålerenga (4.875) 2e de Norvège en 2010 - MŠK Žilina (14.399) 3e de Slovaquie en 2010-2011 - Örebro (2.825) 3e de Suède en 2010 - Vojvodina Novi Sad (3.850) 3e de Serbie en 2010-2011 - Śląsk Wrocław (3.183) 2e de Pologne en 2010-2011 - RNK Split (3.224) 3e de Croatie en 2010-2011 - Shakhtyor Soligorsk (3.216) 2e de Biélorussie en 2010 - Bohemians (3.741) 2e d'Irlande en 2010 - TPS (2.293) Vainqueur de la coupe de Finlande 2010 - KuPS (1.793) 2e de Finlande en 2010 | - Vorskla Poltava (10.276) 6e d'Ukraine en 2010-2011 - Gaz Metan Mediaş (5.164) 7e de Roumanie en 2010-2011 - CD Nacional (14.319) 6e du Portugal en 2010-2011 - ADO La Haye (9.525) Vainqueur des playoffs des Pays-Bas en 2010-2011 - Gaziantepspor (7.010) 4e de Turquie en 2010-2011 - Olympiakos Volos (6.833) 4e des playoffs de Grèce en 2010-2011 - Thoune (4.980) 5e de Suisse en 2010-2011 - Westerlo (5.400) Finaliste de la coupe de Belgique 2010-2011 - FC Midtjylland (6.110) 4e du Danemark en 2010-2011 - Dundee United (6.528) 4e d'Écosse en 2010-2011 - Lokomotiv Sofia (7.575) 4e de Bulgarie en 2010-2011 - Baumit Jablonec (5.170) 3e de République tchèque en 2010-2011 - Red Bull Salzbourg (22.140) 2e d'Autriche en 2010-2011 - Austria Vienne (16.640) 3e d'Autriche en 2010-2011 - Maccabi Tel-Aviv (5.900) 3e d'Israël en 2010-2011 - Bnei Yehoudah (6.400) 4e d'Israël en 2010-2011 - Anorthosis Famagouste (14.624) 3e de Chypre en 2010-2011 - AEK Larnaca (3.624) 4e de Chypre en 2010-2011 - Vålerenga (4.875) 2e de Norvège en 2010 - MŠK Žilina (14.399) 3e de Slovaquie en 2010-2011 - Örebro (2.825) 3e de Suède en 2010 - Vojvodina Novi Sad (3.850) 3e de Serbie en 2010-2011 - Śląsk Wrocław (3.183) 2e de Pologne en 2010-2011 - RNK Split (3.224) 3e de Croatie en 2010-2011 - Shakhtyor Soligorsk (3.216) 2e de Biélorussie en 2010 - Bohemians (3.741) 2e d'Irlande en 2010 - TPS (2.293) Vainqueur de la coupe de Finlande 2010 - KuPS (1.793) 2e de Finlande en 2010 | - FK Željezničar (2.824) Vainqueur de la coupe de Bosnie-Herzégovine 2010-2011 - FK Sarajevo (3.324) 2e de Bosnie-Herzégovine en 2010-2011 - Sūduva Marijampolė (2.541) 2e de Lituanie en 2010 - Tauras Tauragé (2.041) 4e de Lituanie en 2010 - Ventspils (4.983) Vainqueur de la coupe de Lettonie 2010-2011 - Liepājas Metalurgs (2.983)3e de Lettonie en 2010 - FC Iskra-Stal Rîbniţa (2.549) Vainqueur de la coupe de Moldavie 2010-2011 - Sheriff Tiraspol (9.549) 2e de Moldavie en 2010-2011 - NK Domžale (1.224) Vainqueur de la coupe de Slovénie 2010-2011 - Kecskemét (1.700) Vainqueur de la coupe de Hongrie 2010-2011 - FC Gagra (1.391) Vainqueur de la coupe de Géorgie 2010-2011 - Khazar Lankaran (1.483) Vainqueur de la coupe d'Azerbaïdjan 2010-2011 - Hafnarfjörður (2.991) Vainqueur de la coupe d'Islande 2010 - Metalurg Skopje (1.291) Vainqueur de la coupe de Macédoine 2010-2011 - FC Vaduz (2.300) Vainqueur de la coupe du Liechtenstein 2010-2011 - Aktobe (3.874) 2e du Kazakhstan en 2010 - Levadia Tallinn (3.258) 2e d'Estonie en 2010 - KF Tirana (2.274) Vainqueur de la coupe d'Albanie 2010-2011 - Mika (1.266) Vainqueur de la coupe d'Arménie 2011 - Llanelli (1.058) Vainqueur de la coupe du pays de Galles 2010-2011 - Rudar Pljevlja (1.775) Vainqueur de la coupe du Monténégro 2010-2011 - EB/Streymur (1.533) Vainqueur de la coupe des Îles Féroé 2010 - Crusaders (0.949) 2e d'Irlande du Nord en 2010-2011 - Differdange 03 (1.274) Vainqueur de la coupe du Luxembourg 2010-2011 - Sant Julià (1.700) Vainqueur de la Coupe d'Andorre 2010-2011 - Floriana (0.483) Vainqueur de la coupe de Malte 2010-2011 - Juvenes/Dogana (0.683) Vainqueur de la coupe de Saint-Marin 2010-2011 | - FK Željezničar (2.824) Vainqueur de la coupe de Bosnie-Herzégovine 2010-2011 - FK Sarajevo (3.324) 2e de Bosnie-Herzégovine en 2010-2011 - Sūduva Marijampolė (2.541) 2e de Lituanie en 2010 - Tauras Tauragé (2.041) 4e de Lituanie en 2010 - Ventspils (4.983) Vainqueur de la coupe de Lettonie 2010-2011 - Liepājas Metalurgs (2.983)3e de Lettonie en 2010 - FC Iskra-Stal Rîbniţa (2.549) Vainqueur de la coupe de Moldavie 2010-2011 - Sheriff Tiraspol (9.549) 2e de Moldavie en 2010-2011 - NK Domžale (1.224) Vainqueur de la coupe de Slovénie 2010-2011 - Kecskemét (1.700) Vainqueur de la coupe de Hongrie 2010-2011 - FC Gagra (1.391) Vainqueur de la coupe de Géorgie 2010-2011 - Khazar Lankaran (1.483) Vainqueur de la coupe d'Azerbaïdjan 2010-2011 - Hafnarfjörður (2.991) Vainqueur de la coupe d'Islande 2010 - Metalurg Skopje (1.291) Vainqueur de la coupe de Macédoine 2010-2011 - FC Vaduz (2.300) Vainqueur de la coupe du Liechtenstein 2010-2011 - Aktobe (3.874) 2e du Kazakhstan en 2010 - Levadia Tallinn (3.258) 2e d'Estonie en 2010 - KF Tirana (2.274) Vainqueur de la coupe d'Albanie 2010-2011 - Mika (1.266) Vainqueur de la coupe d'Arménie 2011 - Llanelli (1.058) Vainqueur de la coupe du pays de Galles 2010-2011 - Rudar Pljevlja (1.775) Vainqueur de la coupe du Monténégro 2010-2011 - EB/Streymur (1.533) Vainqueur de la coupe des Îles Féroé 2010 - Crusaders (0.949) 2e d'Irlande du Nord en 2010-2011 - Differdange 03 (1.274) Vainqueur de la coupe du Luxembourg 2010-2011 - Sant Julià (1.700) Vainqueur de la Coupe d'Andorre 2010-2011 - Floriana (0.483) Vainqueur de la coupe de Malte 2010-2011 - Juvenes/Dogana (0.683) Vainqueur de la coupe de Saint-Marin 2010-2011 | - FK Željezničar (2.824) Vainqueur de la coupe de Bosnie-Herzégovine 2010-2011 - FK Sarajevo (3.324) 2e de Bosnie-Herzégovine en 2010-2011 - Sūduva Marijampolė (2.541) 2e de Lituanie en 2010 - Tauras Tauragé (2.041) 4e de Lituanie en 2010 - Ventspils (4.983) Vainqueur de la coupe de Lettonie 2010-2011 - Liepājas Metalurgs (2.983)3e de Lettonie en 2010 - FC Iskra-Stal Rîbniţa (2.549) Vainqueur de la coupe de Moldavie 2010-2011 - Sheriff Tiraspol (9.549) 2e de Moldavie en 2010-2011 - NK Domžale (1.224) Vainqueur de la coupe de Slovénie 2010-2011 - Kecskemét (1.700) Vainqueur de la coupe de Hongrie 2010-2011 - FC Gagra (1.391) Vainqueur de la coupe de Géorgie 2010-2011 - Khazar Lankaran (1.483) Vainqueur de la coupe d'Azerbaïdjan 2010-2011 - Hafnarfjörður (2.991) Vainqueur de la coupe d'Islande 2010 - Metalurg Skopje (1.291) Vainqueur de la coupe de Macédoine 2010-2011 - FC Vaduz (2.300) Vainqueur de la coupe du Liechtenstein 2010-2011 - Aktobe (3.874) 2e du Kazakhstan en 2010 - Levadia Tallinn (3.258) 2e d'Estonie en 2010 - KF Tirana (2.274) Vainqueur de la coupe d'Albanie 2010-2011 - Mika (1.266) Vainqueur de la coupe d'Arménie 2011 - Llanelli (1.058) Vainqueur de la coupe du pays de Galles 2010-2011 - Rudar Pljevlja (1.775) Vainqueur de la coupe du Monténégro 2010-2011 - EB/Streymur (1.533) Vainqueur de la coupe des Îles Féroé 2010 - Crusaders (0.949) 2e d'Irlande du Nord en 2010-2011 - Differdange 03 (1.274) Vainqueur de la coupe du Luxembourg 2010-2011 - Sant Julià (1.700) Vainqueur de la Coupe d'Andorre 2010-2011 - Floriana (0.483) Vainqueur de la coupe de Malte 2010-2011 - Juvenes/Dogana (0.683) Vainqueur de la coupe de Saint-Marin 2010-2011 | - FK Željezničar (2.824) Vainqueur de la coupe de Bosnie-Herzégovine 2010-2011 - FK Sarajevo (3.324) 2e de Bosnie-Herzégovine en 2010-2011 - Sūduva Marijampolė (2.541) 2e de Lituanie en 2010 - Tauras Tauragé (2.041) 4e de Lituanie en 2010 - Ventspils (4.983) Vainqueur de la coupe de Lettonie 2010-2011 - Liepājas Metalurgs (2.983)3e de Lettonie en 2010 - FC Iskra-Stal Rîbniţa (2.549) Vainqueur de la coupe de Moldavie 2010-2011 - Sheriff Tiraspol (9.549) 2e de Moldavie en 2010-2011 - NK Domžale (1.224) Vainqueur de la coupe de Slovénie 2010-2011 - Kecskemét (1.700) Vainqueur de la coupe de Hongrie 2010-2011 - FC Gagra (1.391) Vainqueur de la coupe de Géorgie 2010-2011 - Khazar Lankaran (1.483) Vainqueur de la coupe d'Azerbaïdjan 2010-2011 - Hafnarfjörður (2.991) Vainqueur de la coupe d'Islande 2010 - Metalurg Skopje (1.291) Vainqueur de la coupe de Macédoine 2010-2011 - FC Vaduz (2.300) Vainqueur de la coupe du Liechtenstein 2010-2011 - Aktobe (3.874) 2e du Kazakhstan en 2010 - Levadia Tallinn (3.258) 2e d'Estonie en 2010 - KF Tirana (2.274) Vainqueur de la coupe d'Albanie 2010-2011 - Mika (1.266) Vainqueur de la coupe d'Arménie 2011 - Llanelli (1.058) Vainqueur de la coupe du pays de Galles 2010-2011 - Rudar Pljevlja (1.775) Vainqueur de la coupe du Monténégro 2010-2011 - EB/Streymur (1.533) Vainqueur de la coupe des Îles Féroé 2010 - Crusaders (0.949) 2e d'Irlande du Nord en 2010-2011 - Differdange 03 (1.274) Vainqueur de la coupe du Luxembourg 2010-2011 - Sant Julià (1.700) Vainqueur de la Coupe d'Andorre 2010-2011 - Floriana (0.483) Vainqueur de la coupe de Malte 2010-2011 - Juvenes/Dogana (0.683) Vainqueur de la coupe de Saint-Marin 2010-2011 | - FK Željezničar (2.824) Vainqueur de la coupe de Bosnie-Herzégovine 2010-2011 - FK Sarajevo (3.324) 2e de Bosnie-Herzégovine en 2010-2011 - Sūduva Marijampolė (2.541) 2e de Lituanie en 2010 - Tauras Tauragé (2.041) 4e de Lituanie en 2010 - Ventspils (4.983) Vainqueur de la coupe de Lettonie 2010-2011 - Liepājas Metalurgs (2.983)3e de Lettonie en 2010 - FC Iskra-Stal Rîbniţa (2.549) Vainqueur de la coupe de Moldavie 2010-2011 - Sheriff Tiraspol (9.549) 2e de Moldavie en 2010-2011 - NK Domžale (1.224) Vainqueur de la coupe de Slovénie 2010-2011 - Kecskemét (1.700) Vainqueur de la coupe de Hongrie 2010-2011 - FC Gagra (1.391) Vainqueur de la coupe de Géorgie 2010-2011 - Khazar Lankaran (1.483) Vainqueur de la coupe d'Azerbaïdjan 2010-2011 - Hafnarfjörður (2.991) Vainqueur de la coupe d'Islande 2010 - Metalurg Skopje (1.291) Vainqueur de la coupe de Macédoine 2010-2011 - FC Vaduz (2.300) Vainqueur de la coupe du Liechtenstein 2010-2011 - Aktobe (3.874) 2e du Kazakhstan en 2010 - Levadia Tallinn (3.258) 2e d'Estonie en 2010 - KF Tirana (2.274) Vainqueur de la coupe d'Albanie 2010-2011 - Mika (1.266) Vainqueur de la coupe d'Arménie 2011 - Llanelli (1.058) Vainqueur de la coupe du pays de Galles 2010-2011 - Rudar Pljevlja (1.775) Vainqueur de la coupe du Monténégro 2010-2011 - EB/Streymur (1.533) Vainqueur de la coupe des Îles Féroé 2010 - Crusaders (0.949) 2e d'Irlande du Nord en 2010-2011 - Differdange 03 (1.274) Vainqueur de la coupe du Luxembourg 2010-2011 - Sant Julià (1.700) Vainqueur de la Coupe d'Andorre 2010-2011 - Floriana (0.483) Vainqueur de la coupe de Malte 2010-2011 - Juvenes/Dogana (0.683) Vainqueur de la coupe de Saint-Marin 2010-2011 | - FK Željezničar (2.824) Vainqueur de la coupe de Bosnie-Herzégovine 2010-2011 - FK Sarajevo (3.324) 2e de Bosnie-Herzégovine en 2010-2011 - Sūduva Marijampolė (2.541) 2e de Lituanie en 2010 - Tauras Tauragé (2.041) 4e de Lituanie en 2010 - Ventspils (4.983) Vainqueur de la coupe de Lettonie 2010-2011 - Liepājas Metalurgs (2.983)3e de Lettonie en 2010 - FC Iskra-Stal Rîbniţa (2.549) Vainqueur de la coupe de Moldavie 2010-2011 - Sheriff Tiraspol (9.549) 2e de Moldavie en 2010-2011 - NK Domžale (1.224) Vainqueur de la coupe de Slovénie 2010-2011 - Kecskemét (1.700) Vainqueur de la coupe de Hongrie 2010-2011 - FC Gagra (1.391) Vainqueur de la coupe de Géorgie 2010-2011 - Khazar Lankaran (1.483) Vainqueur de la coupe d'Azerbaïdjan 2010-2011 - Hafnarfjörður (2.991) Vainqueur de la coupe d'Islande 2010 - Metalurg Skopje (1.291) Vainqueur de la coupe de Macédoine 2010-2011 - FC Vaduz (2.300) Vainqueur de la coupe du Liechtenstein 2010-2011 - Aktobe (3.874) 2e du Kazakhstan en 2010 - Levadia Tallinn (3.258) 2e d'Estonie en 2010 - KF Tirana (2.274) Vainqueur de la coupe d'Albanie 2010-2011 - Mika (1.266) Vainqueur de la coupe d'Arménie 2011 - Llanelli (1.058) Vainqueur de la coupe du pays de Galles 2010-2011 - Rudar Pljevlja (1.775) Vainqueur de la coupe du Monténégro 2010-2011 - EB/Streymur (1.533) Vainqueur de la coupe des Îles Féroé 2010 - Crusaders (0.949) 2e d'Irlande du Nord en 2010-2011 - Differdange 03 (1.274) Vainqueur de la coupe du Luxembourg 2010-2011 - Sant Julià (1.700) Vainqueur de la Coupe d'Andorre 2010-2011 - Floriana (0.483) Vainqueur de la coupe de Malte 2010-2011 - Juvenes/Dogana (0.683) Vainqueur de la coupe de Saint-Marin 2010-2011 | - FK Željezničar (2.824) Vainqueur de la coupe de Bosnie-Herzégovine 2010-2011 - FK Sarajevo (3.324) 2e de Bosnie-Herzégovine en 2010-2011 - Sūduva Marijampolė (2.541) 2e de Lituanie en 2010 - Tauras Tauragé (2.041) 4e de Lituanie en 2010 - Ventspils (4.983) Vainqueur de la coupe de Lettonie 2010-2011 - Liepājas Metalurgs (2.983)3e de Lettonie en 2010 - FC Iskra-Stal Rîbniţa (2.549) Vainqueur de la coupe de Moldavie 2010-2011 - Sheriff Tiraspol (9.549) 2e de Moldavie en 2010-2011 - NK Domžale (1.224) Vainqueur de la coupe de Slovénie 2010-2011 - Kecskemét (1.700) Vainqueur de la coupe de Hongrie 2010-2011 - FC Gagra (1.391) Vainqueur de la coupe de Géorgie 2010-2011 - Khazar Lankaran (1.483) Vainqueur de la coupe d'Azerbaïdjan 2010-2011 - Hafnarfjörður (2.991) Vainqueur de la coupe d'Islande 2010 - Metalurg Skopje (1.291) Vainqueur de la coupe de Macédoine 2010-2011 - FC Vaduz (2.300) Vainqueur de la coupe du Liechtenstein 2010-2011 - Aktobe (3.874) 2e du Kazakhstan en 2010 - Levadia Tallinn (3.258) 2e d'Estonie en 2010 - KF Tirana (2.274) Vainqueur de la coupe d'Albanie 2010-2011 - Mika (1.266) Vainqueur de la coupe d'Arménie 2011 - Llanelli (1.058) Vainqueur de la coupe du pays de Galles 2010-2011 - Rudar Pljevlja (1.775) Vainqueur de la coupe du Monténégro 2010-2011 - EB/Streymur (1.533) Vainqueur de la coupe des Îles Féroé 2010 - Crusaders (0.949) 2e d'Irlande du Nord en 2010-2011 - Differdange 03 (1.274) Vainqueur de la coupe du Luxembourg 2010-2011 - Sant Julià (1.700) Vainqueur de la Coupe d'Andorre 2010-2011 - Floriana (0.483) Vainqueur de la coupe de Malte 2010-2011 - Juvenes/Dogana (0.683) Vainqueur de la coupe de Saint-Marin 2010-2011 | - FK Željezničar (2.824) Vainqueur de la coupe de Bosnie-Herzégovine 2010-2011 - FK Sarajevo (3.324) 2e de Bosnie-Herzégovine en 2010-2011 - Sūduva Marijampolė (2.541) 2e de Lituanie en 2010 - Tauras Tauragé (2.041) 4e de Lituanie en 2010 - Ventspils (4.983) Vainqueur de la coupe de Lettonie 2010-2011 - Liepājas Metalurgs (2.983)3e de Lettonie en 2010 - FC Iskra-Stal Rîbniţa (2.549) Vainqueur de la coupe de Moldavie 2010-2011 - Sheriff Tiraspol (9.549) 2e de Moldavie en 2010-2011 - NK Domžale (1.224) Vainqueur de la coupe de Slovénie 2010-2011 - Kecskemét (1.700) Vainqueur de la coupe de Hongrie 2010-2011 - FC Gagra (1.391) Vainqueur de la coupe de Géorgie 2010-2011 - Khazar Lankaran (1.483) Vainqueur de la coupe d'Azerbaïdjan 2010-2011 - Hafnarfjörður (2.991) Vainqueur de la coupe d'Islande 2010 - Metalurg Skopje (1.291) Vainqueur de la coupe de Macédoine 2010-2011 - FC Vaduz (2.300) Vainqueur de la coupe du Liechtenstein 2010-2011 - Aktobe (3.874) 2e du Kazakhstan en 2010 - Levadia Tallinn (3.258) 2e d'Estonie en 2010 - KF Tirana (2.274) Vainqueur de la coupe d'Albanie 2010-2011 - Mika (1.266) Vainqueur de la coupe d'Arménie 2011 - Llanelli (1.058) Vainqueur de la coupe du pays de Galles 2010-2011 - Rudar Pljevlja (1.775) Vainqueur de la coupe du Monténégro 2010-2011 - EB/Streymur (1.533) Vainqueur de la coupe des Îles Féroé 2010 - Crusaders (0.949) 2e d'Irlande du Nord en 2010-2011 - Differdange 03 (1.274) Vainqueur de la coupe du Luxembourg 2010-2011 - Sant Julià (1.700) Vainqueur de la Coupe d'Andorre 2010-2011 - Floriana (0.483) Vainqueur de la coupe de Malte 2010-2011 - Juvenes/Dogana (0.683) Vainqueur de la coupe de Saint-Marin 2010-2011 |
| Premier tour de qualification | | | | | | | | | | | | | | | |
| - Aalesunds (3.875) Prix du fair play UEFA - Fulham (40.157) Prix du fair play UEFA - Häcken (2.825) Prix du fair play UEFA - Tromsø (4.375) 3e de Norvège en 2010 - Spartak Trnava (3.399) 4e de Slovaquie en 2010-2011 - Elfsborg (8.825) 4e de Suède en 2010 - Rad Belgrade (2.850) 4e de Serbie en 2010-2011 - Jagiellonia Białystok (4.183) 4e de Pologne en 2010-2011 - NK Varaždin (3.224) Finaliste de la Coupe de Croatie 2010-2011 - FK Minsk (3.216) 3e de Biélorussie en 2010 - St. Patrick's Athletic (4.241) 5e d'Irlande en 2010 - Honka (3.293) 4e de Finlande en 2010 - Široki Brijeg (2.824) 4e de Bosnie-Herzégovine en 2010-2011 - Banga Gargždai (1.541) Finaliste de la coupe de Lituanie 2010-2011 - FC Daugava (1.483) 4e de Lettonie en 2010 - FC Milsami (1.549) 3e de Moldavie en 2010-2011 - Koper (2.224) 3e de Slovénie en 2010-2011 - Olimpija Ljubljana (1.474) 4e de Slovénie en 2010-2011 - Paksi SE (1.700) 2e de Hongrie en 2010-2011 - Ferencváros (1.700) 3e de Hongrie en 2010-2011 - Dinamo Tbilissi (3.391) 2e de Géorgie en 2010-2011 - Metalurgi Rustavi (2.891) 3e de Géorgie en 2010-2011 - Qarabağ Ağdam (4.233) 3e d'Azerbaïdjan en 2010-2011 - AZAL PFK Bakou (1.233) 4e d'Azerbaïdjan en 2010-2011 - Vestmannaeyjar (0.991) 3e d'Islande en 2010 | - Aalesunds (3.875) Prix du fair play UEFA - Fulham (40.157) Prix du fair play UEFA - Häcken (2.825) Prix du fair play UEFA - Tromsø (4.375) 3e de Norvège en 2010 - Spartak Trnava (3.399) 4e de Slovaquie en 2010-2011 - Elfsborg (8.825) 4e de Suède en 2010 - Rad Belgrade (2.850) 4e de Serbie en 2010-2011 - Jagiellonia Białystok (4.183) 4e de Pologne en 2010-2011 - NK Varaždin (3.224) Finaliste de la Coupe de Croatie 2010-2011 - FK Minsk (3.216) 3e de Biélorussie en 2010 - St. Patrick's Athletic (4.241) 5e d'Irlande en 2010 - Honka (3.293) 4e de Finlande en 2010 - Široki Brijeg (2.824) 4e de Bosnie-Herzégovine en 2010-2011 - Banga Gargždai (1.541) Finaliste de la coupe de Lituanie 2010-2011 - FC Daugava (1.483) 4e de Lettonie en 2010 - FC Milsami (1.549) 3e de Moldavie en 2010-2011 - Koper (2.224) 3e de Slovénie en 2010-2011 - Olimpija Ljubljana (1.474) 4e de Slovénie en 2010-2011 - Paksi SE (1.700) 2e de Hongrie en 2010-2011 - Ferencváros (1.700) 3e de Hongrie en 2010-2011 - Dinamo Tbilissi (3.391) 2e de Géorgie en 2010-2011 - Metalurgi Rustavi (2.891) 3e de Géorgie en 2010-2011 - Qarabağ Ağdam (4.233) 3e d'Azerbaïdjan en 2010-2011 - AZAL PFK Bakou (1.233) 4e d'Azerbaïdjan en 2010-2011 - Vestmannaeyjar (0.991) 3e d'Islande en 2010 | - Aalesunds (3.875) Prix du fair play UEFA - Fulham (40.157) Prix du fair play UEFA - Häcken (2.825) Prix du fair play UEFA - Tromsø (4.375) 3e de Norvège en 2010 - Spartak Trnava (3.399) 4e de Slovaquie en 2010-2011 - Elfsborg (8.825) 4e de Suède en 2010 - Rad Belgrade (2.850) 4e de Serbie en 2010-2011 - Jagiellonia Białystok (4.183) 4e de Pologne en 2010-2011 - NK Varaždin (3.224) Finaliste de la Coupe de Croatie 2010-2011 - FK Minsk (3.216) 3e de Biélorussie en 2010 - St. Patrick's Athletic (4.241) 5e d'Irlande en 2010 - Honka (3.293) 4e de Finlande en 2010 - Široki Brijeg (2.824) 4e de Bosnie-Herzégovine en 2010-2011 - Banga Gargždai (1.541) Finaliste de la coupe de Lituanie 2010-2011 - FC Daugava (1.483) 4e de Lettonie en 2010 - FC Milsami (1.549) 3e de Moldavie en 2010-2011 - Koper (2.224) 3e de Slovénie en 2010-2011 - Olimpija Ljubljana (1.474) 4e de Slovénie en 2010-2011 - Paksi SE (1.700) 2e de Hongrie en 2010-2011 - Ferencváros (1.700) 3e de Hongrie en 2010-2011 - Dinamo Tbilissi (3.391) 2e de Géorgie en 2010-2011 - Metalurgi Rustavi (2.891) 3e de Géorgie en 2010-2011 - Qarabağ Ağdam (4.233) 3e d'Azerbaïdjan en 2010-2011 - AZAL PFK Bakou (1.233) 4e d'Azerbaïdjan en 2010-2011 - Vestmannaeyjar (0.991) 3e d'Islande en 2010 | - Aalesunds (3.875) Prix du fair play UEFA - Fulham (40.157) Prix du fair play UEFA - Häcken (2.825) Prix du fair play UEFA - Tromsø (4.375) 3e de Norvège en 2010 - Spartak Trnava (3.399) 4e de Slovaquie en 2010-2011 - Elfsborg (8.825) 4e de Suède en 2010 - Rad Belgrade (2.850) 4e de Serbie en 2010-2011 - Jagiellonia Białystok (4.183) 4e de Pologne en 2010-2011 - NK Varaždin (3.224) Finaliste de la Coupe de Croatie 2010-2011 - FK Minsk (3.216) 3e de Biélorussie en 2010 - St. Patrick's Athletic (4.241) 5e d'Irlande en 2010 - Honka (3.293) 4e de Finlande en 2010 - Široki Brijeg (2.824) 4e de Bosnie-Herzégovine en 2010-2011 - Banga Gargždai (1.541) Finaliste de la coupe de Lituanie 2010-2011 - FC Daugava (1.483) 4e de Lettonie en 2010 - FC Milsami (1.549) 3e de Moldavie en 2010-2011 - Koper (2.224) 3e de Slovénie en 2010-2011 - Olimpija Ljubljana (1.474) 4e de Slovénie en 2010-2011 - Paksi SE (1.700) 2e de Hongrie en 2010-2011 - Ferencváros (1.700) 3e de Hongrie en 2010-2011 - Dinamo Tbilissi (3.391) 2e de Géorgie en 2010-2011 - Metalurgi Rustavi (2.891) 3e de Géorgie en 2010-2011 - Qarabağ Ağdam (4.233) 3e d'Azerbaïdjan en 2010-2011 - AZAL PFK Bakou (1.233) 4e d'Azerbaïdjan en 2010-2011 - Vestmannaeyjar (0.991) 3e d'Islande en 2010 | - Aalesunds (3.875) Prix du fair play UEFA - Fulham (40.157) Prix du fair play UEFA - Häcken (2.825) Prix du fair play UEFA - Tromsø (4.375) 3e de Norvège en 2010 - Spartak Trnava (3.399) 4e de Slovaquie en 2010-2011 - Elfsborg (8.825) 4e de Suède en 2010 - Rad Belgrade (2.850) 4e de Serbie en 2010-2011 - Jagiellonia Białystok (4.183) 4e de Pologne en 2010-2011 - NK Varaždin (3.224) Finaliste de la Coupe de Croatie 2010-2011 - FK Minsk (3.216) 3e de Biélorussie en 2010 - St. Patrick's Athletic (4.241) 5e d'Irlande en 2010 - Honka (3.293) 4e de Finlande en 2010 - Široki Brijeg (2.824) 4e de Bosnie-Herzégovine en 2010-2011 - Banga Gargždai (1.541) Finaliste de la coupe de Lituanie 2010-2011 - FC Daugava (1.483) 4e de Lettonie en 2010 - FC Milsami (1.549) 3e de Moldavie en 2010-2011 - Koper (2.224) 3e de Slovénie en 2010-2011 - Olimpija Ljubljana (1.474) 4e de Slovénie en 2010-2011 - Paksi SE (1.700) 2e de Hongrie en 2010-2011 - Ferencváros (1.700) 3e de Hongrie en 2010-2011 - Dinamo Tbilissi (3.391) 2e de Géorgie en 2010-2011 - Metalurgi Rustavi (2.891) 3e de Géorgie en 2010-2011 - Qarabağ Ağdam (4.233) 3e d'Azerbaïdjan en 2010-2011 - AZAL PFK Bakou (1.233) 4e d'Azerbaïdjan en 2010-2011 - Vestmannaeyjar (0.991) 3e d'Islande en 2010 | - Aalesunds (3.875) Prix du fair play UEFA - Fulham (40.157) Prix du fair play UEFA - Häcken (2.825) Prix du fair play UEFA - Tromsø (4.375) 3e de Norvège en 2010 - Spartak Trnava (3.399) 4e de Slovaquie en 2010-2011 - Elfsborg (8.825) 4e de Suède en 2010 - Rad Belgrade (2.850) 4e de Serbie en 2010-2011 - Jagiellonia Białystok (4.183) 4e de Pologne en 2010-2011 - NK Varaždin (3.224) Finaliste de la Coupe de Croatie 2010-2011 - FK Minsk (3.216) 3e de Biélorussie en 2010 - St. Patrick's Athletic (4.241) 5e d'Irlande en 2010 - Honka (3.293) 4e de Finlande en 2010 - Široki Brijeg (2.824) 4e de Bosnie-Herzégovine en 2010-2011 - Banga Gargždai (1.541) Finaliste de la coupe de Lituanie 2010-2011 - FC Daugava (1.483) 4e de Lettonie en 2010 - FC Milsami (1.549) 3e de Moldavie en 2010-2011 - Koper (2.224) 3e de Slovénie en 2010-2011 - Olimpija Ljubljana (1.474) 4e de Slovénie en 2010-2011 - Paksi SE (1.700) 2e de Hongrie en 2010-2011 - Ferencváros (1.700) 3e de Hongrie en 2010-2011 - Dinamo Tbilissi (3.391) 2e de Géorgie en 2010-2011 - Metalurgi Rustavi (2.891) 3e de Géorgie en 2010-2011 - Qarabağ Ağdam (4.233) 3e d'Azerbaïdjan en 2010-2011 - AZAL PFK Bakou (1.233) 4e d'Azerbaïdjan en 2010-2011 - Vestmannaeyjar (0.991) 3e d'Islande en 2010 | - Aalesunds (3.875) Prix du fair play UEFA - Fulham (40.157) Prix du fair play UEFA - Häcken (2.825) Prix du fair play UEFA - Tromsø (4.375) 3e de Norvège en 2010 - Spartak Trnava (3.399) 4e de Slovaquie en 2010-2011 - Elfsborg (8.825) 4e de Suède en 2010 - Rad Belgrade (2.850) 4e de Serbie en 2010-2011 - Jagiellonia Białystok (4.183) 4e de Pologne en 2010-2011 - NK Varaždin (3.224) Finaliste de la Coupe de Croatie 2010-2011 - FK Minsk (3.216) 3e de Biélorussie en 2010 - St. Patrick's Athletic (4.241) 5e d'Irlande en 2010 - Honka (3.293) 4e de Finlande en 2010 - Široki Brijeg (2.824) 4e de Bosnie-Herzégovine en 2010-2011 - Banga Gargždai (1.541) Finaliste de la coupe de Lituanie 2010-2011 - FC Daugava (1.483) 4e de Lettonie en 2010 - FC Milsami (1.549) 3e de Moldavie en 2010-2011 - Koper (2.224) 3e de Slovénie en 2010-2011 - Olimpija Ljubljana (1.474) 4e de Slovénie en 2010-2011 - Paksi SE (1.700) 2e de Hongrie en 2010-2011 - Ferencváros (1.700) 3e de Hongrie en 2010-2011 - Dinamo Tbilissi (3.391) 2e de Géorgie en 2010-2011 - Metalurgi Rustavi (2.891) 3e de Géorgie en 2010-2011 - Qarabağ Ağdam (4.233) 3e d'Azerbaïdjan en 2010-2011 - AZAL PFK Bakou (1.233) 4e d'Azerbaïdjan en 2010-2011 - Vestmannaeyjar (0.991) 3e d'Islande en 2010 | - Aalesunds (3.875) Prix du fair play UEFA - Fulham (40.157) Prix du fair play UEFA - Häcken (2.825) Prix du fair play UEFA - Tromsø (4.375) 3e de Norvège en 2010 - Spartak Trnava (3.399) 4e de Slovaquie en 2010-2011 - Elfsborg (8.825) 4e de Suède en 2010 - Rad Belgrade (2.850) 4e de Serbie en 2010-2011 - Jagiellonia Białystok (4.183) 4e de Pologne en 2010-2011 - NK Varaždin (3.224) Finaliste de la Coupe de Croatie 2010-2011 - FK Minsk (3.216) 3e de Biélorussie en 2010 - St. Patrick's Athletic (4.241) 5e d'Irlande en 2010 - Honka (3.293) 4e de Finlande en 2010 - Široki Brijeg (2.824) 4e de Bosnie-Herzégovine en 2010-2011 - Banga Gargždai (1.541) Finaliste de la coupe de Lituanie 2010-2011 - FC Daugava (1.483) 4e de Lettonie en 2010 - FC Milsami (1.549) 3e de Moldavie en 2010-2011 - Koper (2.224) 3e de Slovénie en 2010-2011 - Olimpija Ljubljana (1.474) 4e de Slovénie en 2010-2011 - Paksi SE (1.700) 2e de Hongrie en 2010-2011 - Ferencváros (1.700) 3e de Hongrie en 2010-2011 - Dinamo Tbilissi (3.391) 2e de Géorgie en 2010-2011 - Metalurgi Rustavi (2.891) 3e de Géorgie en 2010-2011 - Qarabağ Ağdam (4.233) 3e d'Azerbaïdjan en 2010-2011 - AZAL PFK Bakou (1.233) 4e d'Azerbaïdjan en 2010-2011 - Vestmannaeyjar (0.991) 3e d'Islande en 2010 | - KR Reykjavík (2.491) 4e d'Islande en 2010 - Renova Džepčište (2.291) 3e de Macédoine en 2010-2011 - Rabotnički Skopje (4.041) 4e de Macédoine en 2010-2011 - Irtych Pavlodar (1.124) 3e du Kazakhstan en 2010 - Shakhtyor Karagandy (1.124) Finaliste de la coupe du Kazakhstan 2010 - Narva Trans (1.258) 3e d'Estonie en 2010 - Nõmme Kalju (1.008) 4e d'Estonie en 2010 - Flamurtari Vlorë (1.274) 2e d'Albanie en 2010-2011 - Vllaznia Shkodër (1.274) 3e d'Albanie en 2010-2011 - Banants Erevan (1.016) 2e d'Arménie en 2010 - Ulisses (0.766) 3e d'Arménie en 2010 - The New Saints (2.308) 2e du pays de Galles en 2010-2011 - Neath (0.558) Vainqueur des play-offs du pays de Galles en 2010-2011 - Budućnost Podgorica (2.025) 2e du Monténégro en 2010-2011 - Zeta Golubovci (1.025) 4e du Monténégro en 2010-2011 - Runavík (0.783) 3e des Îles Féroé en 2010 - Fuglafjørður (0.283) 4e des Îles Féroé en 2010 - Glentoran (1.699) 3e d'Irlande du Nord en 2010-2011 - Cliftonville (1.449) 4e d'Irlande du Nord en 2010-2011 - Fola Esch (0.274) 2e du Luxembourg en 2010-2011 - UN Käerjeng (0.524) 3e du Luxembourg en 2010-2011 - Lusitanos (0.450) 3e d'Andorre en 2010-2011 - UE Santa Coloma (0.450) 4e d'Andorre en 2010-2011 - Birkirkara (1.733) 3e de Malte en 2010-2011 - SP Tre Penne (0.683) 2e de Saint-Marin en 2010-2011 | - KR Reykjavík (2.491) 4e d'Islande en 2010 - Renova Džepčište (2.291) 3e de Macédoine en 2010-2011 - Rabotnički Skopje (4.041) 4e de Macédoine en 2010-2011 - Irtych Pavlodar (1.124) 3e du Kazakhstan en 2010 - Shakhtyor Karagandy (1.124) Finaliste de la coupe du Kazakhstan 2010 - Narva Trans (1.258) 3e d'Estonie en 2010 - Nõmme Kalju (1.008) 4e d'Estonie en 2010 - Flamurtari Vlorë (1.274) 2e d'Albanie en 2010-2011 - Vllaznia Shkodër (1.274) 3e d'Albanie en 2010-2011 - Banants Erevan (1.016) 2e d'Arménie en 2010 - Ulisses (0.766) 3e d'Arménie en 2010 - The New Saints (2.308) 2e du pays de Galles en 2010-2011 - Neath (0.558) Vainqueur des play-offs du pays de Galles en 2010-2011 - Budućnost Podgorica (2.025) 2e du Monténégro en 2010-2011 - Zeta Golubovci (1.025) 4e du Monténégro en 2010-2011 - Runavík (0.783) 3e des Îles Féroé en 2010 - Fuglafjørður (0.283) 4e des Îles Féroé en 2010 - Glentoran (1.699) 3e d'Irlande du Nord en 2010-2011 - Cliftonville (1.449) 4e d'Irlande du Nord en 2010-2011 - Fola Esch (0.274) 2e du Luxembourg en 2010-2011 - UN Käerjeng (0.524) 3e du Luxembourg en 2010-2011 - Lusitanos (0.450) 3e d'Andorre en 2010-2011 - UE Santa Coloma (0.450) 4e d'Andorre en 2010-2011 - Birkirkara (1.733) 3e de Malte en 2010-2011 - SP Tre Penne (0.683) 2e de Saint-Marin en 2010-2011 | - KR Reykjavík (2.491) 4e d'Islande en 2010 - Renova Džepčište (2.291) 3e de Macédoine en 2010-2011 - Rabotnički Skopje (4.041) 4e de Macédoine en 2010-2011 - Irtych Pavlodar (1.124) 3e du Kazakhstan en 2010 - Shakhtyor Karagandy (1.124) Finaliste de la coupe du Kazakhstan 2010 - Narva Trans (1.258) 3e d'Estonie en 2010 - Nõmme Kalju (1.008) 4e d'Estonie en 2010 - Flamurtari Vlorë (1.274) 2e d'Albanie en 2010-2011 - Vllaznia Shkodër (1.274) 3e d'Albanie en 2010-2011 - Banants Erevan (1.016) 2e d'Arménie en 2010 - Ulisses (0.766) 3e d'Arménie en 2010 - The New Saints (2.308) 2e du pays de Galles en 2010-2011 - Neath (0.558) Vainqueur des play-offs du pays de Galles en 2010-2011 - Budućnost Podgorica (2.025) 2e du Monténégro en 2010-2011 - Zeta Golubovci (1.025) 4e du Monténégro en 2010-2011 - Runavík (0.783) 3e des Îles Féroé en 2010 - Fuglafjørður (0.283) 4e des Îles Féroé en 2010 - Glentoran (1.699) 3e d'Irlande du Nord en 2010-2011 - Cliftonville (1.449) 4e d'Irlande du Nord en 2010-2011 - Fola Esch (0.274) 2e du Luxembourg en 2010-2011 - UN Käerjeng (0.524) 3e du Luxembourg en 2010-2011 - Lusitanos (0.450) 3e d'Andorre en 2010-2011 - UE Santa Coloma (0.450) 4e d'Andorre en 2010-2011 - Birkirkara (1.733) 3e de Malte en 2010-2011 - SP Tre Penne (0.683) 2e de Saint-Marin en 2010-2011 | - KR Reykjavík (2.491) 4e d'Islande en 2010 - Renova Džepčište (2.291) 3e de Macédoine en 2010-2011 - Rabotnički Skopje (4.041) 4e de Macédoine en 2010-2011 - Irtych Pavlodar (1.124) 3e du Kazakhstan en 2010 - Shakhtyor Karagandy (1.124) Finaliste de la coupe du Kazakhstan 2010 - Narva Trans (1.258) 3e d'Estonie en 2010 - Nõmme Kalju (1.008) 4e d'Estonie en 2010 - Flamurtari Vlorë (1.274) 2e d'Albanie en 2010-2011 - Vllaznia Shkodër (1.274) 3e d'Albanie en 2010-2011 - Banants Erevan (1.016) 2e d'Arménie en 2010 - Ulisses (0.766) 3e d'Arménie en 2010 - The New Saints (2.308) 2e du pays de Galles en 2010-2011 - Neath (0.558) Vainqueur des play-offs du pays de Galles en 2010-2011 - Budućnost Podgorica (2.025) 2e du Monténégro en 2010-2011 - Zeta Golubovci (1.025) 4e du Monténégro en 2010-2011 - Runavík (0.783) 3e des Îles Féroé en 2010 - Fuglafjørður (0.283) 4e des Îles Féroé en 2010 - Glentoran (1.699) 3e d'Irlande du Nord en 2010-2011 - Cliftonville (1.449) 4e d'Irlande du Nord en 2010-2011 - Fola Esch (0.274) 2e du Luxembourg en 2010-2011 - UN Käerjeng (0.524) 3e du Luxembourg en 2010-2011 - Lusitanos (0.450) 3e d'Andorre en 2010-2011 - UE Santa Coloma (0.450) 4e d'Andorre en 2010-2011 - Birkirkara (1.733) 3e de Malte en 2010-2011 - SP Tre Penne (0.683) 2e de Saint-Marin en 2010-2011 | - KR Reykjavík (2.491) 4e d'Islande en 2010 - Renova Džepčište (2.291) 3e de Macédoine en 2010-2011 - Rabotnički Skopje (4.041) 4e de Macédoine en 2010-2011 - Irtych Pavlodar (1.124) 3e du Kazakhstan en 2010 - Shakhtyor Karagandy (1.124) Finaliste de la coupe du Kazakhstan 2010 - Narva Trans (1.258) 3e d'Estonie en 2010 - Nõmme Kalju (1.008) 4e d'Estonie en 2010 - Flamurtari Vlorë (1.274) 2e d'Albanie en 2010-2011 - Vllaznia Shkodër (1.274) 3e d'Albanie en 2010-2011 - Banants Erevan (1.016) 2e d'Arménie en 2010 - Ulisses (0.766) 3e d'Arménie en 2010 - The New Saints (2.308) 2e du pays de Galles en 2010-2011 - Neath (0.558) Vainqueur des play-offs du pays de Galles en 2010-2011 - Budućnost Podgorica (2.025) 2e du Monténégro en 2010-2011 - Zeta Golubovci (1.025) 4e du Monténégro en 2010-2011 - Runavík (0.783) 3e des Îles Féroé en 2010 - Fuglafjørður (0.283) 4e des Îles Féroé en 2010 - Glentoran (1.699) 3e d'Irlande du Nord en 2010-2011 - Cliftonville (1.449) 4e d'Irlande du Nord en 2010-2011 - Fola Esch (0.274) 2e du Luxembourg en 2010-2011 - UN Käerjeng (0.524) 3e du Luxembourg en 2010-2011 - Lusitanos (0.450) 3e d'Andorre en 2010-2011 - UE Santa Coloma (0.450) 4e d'Andorre en 2010-2011 - Birkirkara (1.733) 3e de Malte en 2010-2011 - SP Tre Penne (0.683) 2e de Saint-Marin en 2010-2011 | - KR Reykjavík (2.491) 4e d'Islande en 2010 - Renova Džepčište (2.291) 3e de Macédoine en 2010-2011 - Rabotnički Skopje (4.041) 4e de Macédoine en 2010-2011 - Irtych Pavlodar (1.124) 3e du Kazakhstan en 2010 - Shakhtyor Karagandy (1.124) Finaliste de la coupe du Kazakhstan 2010 - Narva Trans (1.258) 3e d'Estonie en 2010 - Nõmme Kalju (1.008) 4e d'Estonie en 2010 - Flamurtari Vlorë (1.274) 2e d'Albanie en 2010-2011 - Vllaznia Shkodër (1.274) 3e d'Albanie en 2010-2011 - Banants Erevan (1.016) 2e d'Arménie en 2010 - Ulisses (0.766) 3e d'Arménie en 2010 - The New Saints (2.308) 2e du pays de Galles en 2010-2011 - Neath (0.558) Vainqueur des play-offs du pays de Galles en 2010-2011 - Budućnost Podgorica (2.025) 2e du Monténégro en 2010-2011 - Zeta Golubovci (1.025) 4e du Monténégro en 2010-2011 - Runavík (0.783) 3e des Îles Féroé en 2010 - Fuglafjørður (0.283) 4e des Îles Féroé en 2010 - Glentoran (1.699) 3e d'Irlande du Nord en 2010-2011 - Cliftonville (1.449) 4e d'Irlande du Nord en 2010-2011 - Fola Esch (0.274) 2e du Luxembourg en 2010-2011 - UN Käerjeng (0.524) 3e du Luxembourg en 2010-2011 - Lusitanos (0.450) 3e d'Andorre en 2010-2011 - UE Santa Coloma (0.450) 4e d'Andorre en 2010-2011 - Birkirkara (1.733) 3e de Malte en 2010-2011 - SP Tre Penne (0.683) 2e de Saint-Marin en 2010-2011 | - KR Reykjavík (2.491) 4e d'Islande en 2010 - Renova Džepčište (2.291) 3e de Macédoine en 2010-2011 - Rabotnički Skopje (4.041) 4e de Macédoine en 2010-2011 - Irtych Pavlodar (1.124) 3e du Kazakhstan en 2010 - Shakhtyor Karagandy (1.124) Finaliste de la coupe du Kazakhstan 2010 - Narva Trans (1.258) 3e d'Estonie en 2010 - Nõmme Kalju (1.008) 4e d'Estonie en 2010 - Flamurtari Vlorë (1.274) 2e d'Albanie en 2010-2011 - Vllaznia Shkodër (1.274) 3e d'Albanie en 2010-2011 - Banants Erevan (1.016) 2e d'Arménie en 2010 - Ulisses (0.766) 3e d'Arménie en 2010 - The New Saints (2.308) 2e du pays de Galles en 2010-2011 - Neath (0.558) Vainqueur des play-offs du pays de Galles en 2010-2011 - Budućnost Podgorica (2.025) 2e du Monténégro en 2010-2011 - Zeta Golubovci (1.025) 4e du Monténégro en 2010-2011 - Runavík (0.783) 3e des Îles Féroé en 2010 - Fuglafjørður (0.283) 4e des Îles Féroé en 2010 - Glentoran (1.699) 3e d'Irlande du Nord en 2010-2011 - Cliftonville (1.449) 4e d'Irlande du Nord en 2010-2011 - Fola Esch (0.274) 2e du Luxembourg en 2010-2011 - UN Käerjeng (0.524) 3e du Luxembourg en 2010-2011 - Lusitanos (0.450) 3e d'Andorre en 2010-2011 - UE Santa Coloma (0.450) 4e d'Andorre en 2010-2011 - Birkirkara (1.733) 3e de Malte en 2010-2011 - SP Tre Penne (0.683) 2e de Saint-Marin en 2010-2011 | - KR Reykjavík (2.491) 4e d'Islande en 2010 - Renova Džepčište (2.291) 3e de Macédoine en 2010-2011 - Rabotnički Skopje (4.041) 4e de Macédoine en 2010-2011 - Irtych Pavlodar (1.124) 3e du Kazakhstan en 2010 - Shakhtyor Karagandy (1.124) Finaliste de la coupe du Kazakhstan 2010 - Narva Trans (1.258) 3e d'Estonie en 2010 - Nõmme Kalju (1.008) 4e d'Estonie en 2010 - Flamurtari Vlorë (1.274) 2e d'Albanie en 2010-2011 - Vllaznia Shkodër (1.274) 3e d'Albanie en 2010-2011 - Banants Erevan (1.016) 2e d'Arménie en 2010 - Ulisses (0.766) 3e d'Arménie en 2010 - The New Saints (2.308) 2e du pays de Galles en 2010-2011 - Neath (0.558) Vainqueur des play-offs du pays de Galles en 2010-2011 - Budućnost Podgorica (2.025) 2e du Monténégro en 2010-2011 - Zeta Golubovci (1.025) 4e du Monténégro en 2010-2011 - Runavík (0.783) 3e des Îles Féroé en 2010 - Fuglafjørður (0.283) 4e des Îles Féroé en 2010 - Glentoran (1.699) 3e d'Irlande du Nord en 2010-2011 - Cliftonville (1.449) 4e d'Irlande du Nord en 2010-2011 - Fola Esch (0.274) 2e du Luxembourg en 2010-2011 - UN Käerjeng (0.524) 3e du Luxembourg en 2010-2011 - Lusitanos (0.450) 3e d'Andorre en 2010-2011 - UE Santa Coloma (0.450) 4e d'Andorre en 2010-2011 - Birkirkara (1.733) 3e de Malte en 2010-2011 - SP Tre Penne (0.683) 2e de Saint-Marin en 2010-2011 |

## Calendrier
| Nom                                                                       | Tirage au sort | Date aller                           | Date retour                                        | Équipes participantes | Équipes restantes |
| ------------------------------------------------------------------------- | -------------- | ------------------------------------ | -------------------------------------------------- | --------------------- | ----------------- |
| Tours de qualification (2011)                                             |                |                                      |                                                    |                       |                   |
| Premier tour de qualification                                             | 20 juin        | 30 juin                              | 7 juillet                                          | 50                    |                   |
| Deuxième tour de qualification                                            | 20 juin        | 14 juillet                           | 21 juillet                                         | 55 + 25               |                   |
| Troisième tour de qualification                                           | 15 juillet     | 28 juillet                           | 4 août                                             | 30 + 40               |                   |
| Tour de barrages                                                          | 5 août         | 18 août                              | 25 août                                            | 41 (dont 15*) + 35    |                   |
| Phase de groupes (2011)                                                   |                |                                      |                                                    |                       |                   |
| Journées 1 et 5 Journées 2 et 6 Journées 3 et 4                           | 26 août        | 15 septembre 29 septembre 20 octobre | 30 novembre-1er décembre 14-15 décembre 3 novembre | 48 (dont 10*)         | 48 à 24           |
| Phase finale (2012)                                                       |                |                                      |                                                    |                       |                   |
| Seizièmes de finale                                                       | 16 décembre    | 16 février                           | 23 février                                         | 32 (24+8*)            | 32 à 16           |
| Huitièmes de finale                                                       | 16 décembre    | 8 mars                               | 15 mars                                            | 16                    | 16 à 8            |
| Quarts de finale                                                          | 16 mars        | 29 mars                              | 5 avril                                            | 8                     | 8 à 4             |
| Demi-finale                                                               | 16 mars        | 19 avril                             | 26 avril                                           | 4                     | 4 à 2             |
| Finale                                                                    | 16 mars        | mercredi 9 mai                       | mercredi 9 mai                                     | 2                     | 2 à 1             |
| * club repêché provenant de la Ligue des champions ; TT : tenant du titre |                |                                      |                                                    |                       |                   |

## Tours de qualification
Dans les tours de qualification et les barrages, les équipes seront divisées en équipes de tête de série et non têtes de série en fonction de leurs coefficients de l'UEFA 2011. Les équipes marquées d'un astérisque sont têtes de série lors du tirage.

### Premier tour de qualification
50 clubs participent à ce premier tour de qualification. Le tirage au sort des rencontres a eu lieu le 20 juin 2011.
| Club                    | Aller | Total    | Retour | Club                    |
| ----------------------- | ----- | -------- | ------ | ----------------------- |
| Fuglafjørður            | 1 - 3 | 2 - 8    | 1 - 5  | KR Reykjavík*           |
| FC Daugava              | 0 - 5 | 1 - 7    | 1 - 2  | Tromsø*                 |
| *Elfsborg               | 4 - 0 | 5 - 1    | 1 - 1  | Fola Esch               |
| *The New Saints         | 1 - 1 | 2 - 1    | 1 - 0  | Cliftonville            |
| *Honka                  | 0 - 0 | 2 - 0    | 2 - 0  | Nõmme Kalju             |
| *Fulham                 | 3 - 0 | 3 - 0    | 0 - 0  | Runavík                 |
| Vestmannaeyjar          | 1 - 0 | 1 - 2    | 0 - 2  | St. Patrick's Athletic* |
| UN Käerjeng             | 1 - 1 | 2 - 6    | 1 - 5  | Häcken*                 |
| *Aalesunds              | 4 - 1 | 6 - 1    | 2 - 0  | Neath                   |
| * Renova Džepčište      | 2 - 1 | 3 - 3tab | 1 - 2  | Glentoran               |
| * Koper                 | 1 - 1 | 2 - 3    | 1 - 2  | Shakhtyor Karagandy     |
| Banga Gargždai          | 0 - 4 | 0 - 7    | 0 - 3  | Qarabağ Ağdam*          |
| UE Santa Coloma         | 0 - 1 | 0 - 5    | 0 - 4  | Paksi SE*               |
| Narva Trans             | 1 - 4 | 1 - 7    | 0 - 3  | Rabotnički Skopje*      |
| *Rad Belgrade           | 6 - 0 | 9 - 1    | 3 - 1  | SP Tre Penne            |
| * Budućnost Podgorica   | 1 - 3 | 3 - 4    | 2 - 1  | Flamurtari Vlorë        |
| *Ferencváros            | 3 - 0 | 5 - 0    | 2 - 0  | Ulisses                 |
| * Jagiellonia Białystok | 1 - 0 | 1 - 2    | 0 - 2  | Irtych Pavlodar         |
| AZAL PFK Bakou          | 1 - 1 | 2 - 3    | 1 - 2  | FK Minsk*               |
| *Dinamo Tbilissi        | 2 - 0 | 5 - 1    | 3 - 1  | Milsami                 |
| *NK Varaždin            | 5 - 1 | 6 - 1    | 1 - 0  | Lusitanos               |
| Banants Erevan          | 0 - 1 | 1 - 2    | 1 - 1  | Metalurgi Rustavi*      |
| * Birkirkara            | 0 - 1 | 1 - 2    | 1 - 1  | Vllaznia Shkodër        |
| * Široki Brijeg         | 0 - 0 | 0 - 3    | 0 - 3  | Olimpija Ljubljana      |
| *Spartak Trnava         | 3 - 0 | 4 - 2    | 1 - 2  | Zeta Golubovci          |

### Deuxième tour de qualification
| Club                    | Aller | Total  | Retour  | Club                    |
| ----------------------- | ----- | ------ | ------- | ----------------------- |
| Metalurgi Rustavi       | 1 - 1 | 3 - 1  | 2 - 0   | Irtych Pavlodar*        |
| Sūduva Marijampolė      | 1 - 1 | 1 - 4  | 0 - 3   | Elfsborg*               |
| Metalurg Skopje         | 0 - 0 | 2 - 3  | 2 - 3   | Lokomotiv Sofia*        |
| Sant Julià              | 0 - 2 | 0 - 4  | 0 - 2   | Bnei Yehoudah*          |
| Željezničar             | 1 - 0 | 1 - 0  | 0 - 0   | Sheriff Tiraspol*       |
| KuPS                    | 1 - 0 | 1 - 2  | 0 - 2   | Gaz Metan Mediaş*       |
| FK Minsk                | 1 - 1 | 2 - 5  | 1 - 4   | Gaziantepspor*          |
| FC Iskra-Stal Rîbniţa   | 1 - 1 | 1 - 4  | 1 - 3   | NK Varaždin*            |
| Tauras Tauragé          | 2 - 3 | 2 - 5  | 0 - 2   | ADO La Haye*            |
| Glentoran               | 0 - 2 | 0 - 5  | 0 - 3   | Vorskla Poltava*        |
| Juvenes/Dogana          | 0 - 1 | 0 - 4  | 0 - 3   | Rabotnički Skopje*      |
| Örebro                  | 0 - 0 | 0 - 2  | 0 - 2   | FK Sarajevo*            |
| Crusaders               | 1 - 3 | 1 - 7  | 0 - 4   | Fulham*                 |
| Llanelli                | 2 - 1 | 2 - 6  | 0 - 5   | Dinamo Tbilissi*        |
| Floriana                | 0 - 8 | 0 - 9  | 0 - 1   | AEK Larnaca*            |
| Shakhtyor Soligorsk     | 0 - 1 | 2 - 4  | 2 - 3   | Ventspils*              |
| Flamurtari Vlorë        | 0 - 2 | 1 - 7  | 1 - 5   | Baumit Jablonec*        |
| KR Reykjavík            | 3 - 0 | 3 - 2  | 0 - 2   | MŠK Žilina*             |
| * Vålerenga             | 1 - 0 | 2 - 0  | 1 - 0   | Mika                    |
| Olimpija Ljubljana      | 2 - 0 | 3 - 1  | 1 - 1   | Bohemians*              |
| NK Domžale              | 1 - 2 | 2 - 5  | 1 - 3   | RNK Split*              |
| Differdange 03          | 0 - 0 | 1 - 0  | 1 - 0   | Levadia Tallinn*        |
| KF Tirana               | 0 - 0 | 1 - 3  | 1 - 3   | Spartak Trnava*         |
| Ferencváros             | 2 - 1 | 3 - 4  | 1 - 3ap | Aalesunds*              |
| Liepājas Metalurgs      | 1 - 4 | 1 - 4  | 0 - 0   | Red Bull Salzbourg*     |
| Rad Belgrade            | 0 - 1 | 1 - 2  | 1 - 1   | Olympiakos Volos*       |
| The New Saints          | 1 - 3 | 3 - 8  | 2 - 5   | FC Midtjylland*         |
| Kecskemét               | 1 - 1 | 1 - 1E | 0 - 0   | Aktobe*                 |
| Häcken                  | 1 - 0 | 3 - 0  | 2 - 0   | Honka*                  |
| * Anorthosis Famagouste | 3 - 0 | 3 - 2  | 0 - 2   | FC Gagra                |
| FC Vaduz                | 0 - 2 | E3 - 3 | 3 - 1   | Vojvodina Novi Sad*     |
| Rudar Pljevlja          | 0 - 3 | 0 - 5  | 0 - 2   | Austria Vienne*         |
| Śląsk Wrocław           | 1 - 0 | E3 -3  | 2 - 3   | Dundee United*          |
| Shakhtyor Karagandy     | 2 - 1 | 2 - 3  | 0 - 2   | St. Patrick's Athletic* |
| EB/Streymur             | 1 - 1 | 1 - 1E | 0 - 0   | Qarabağ Ağdam*          |
| Hafnarfjörður           | 1 - 1 | 1 - 3  | 0 - 2   | CD Nacional*            |
| Paksi SE                | 1 - 1 | 4 - 1  | 3 - 0   | Tromsø*                 |
| TPS                     | 0 - 1 | 0 - 1  | 0 - 0   | Westerlo*               |
| * Maccabi Tel-Aviv      | 3 - 1 | 3 - 1  | 0 - 0   | Khazar Lankaran         |
| Vllaznia Shkodër        | 0 - 0 | 1 - 2  | 1 - 2   | Thoune*                 |

### Troisième tour de qualification
| Club                    | Aller | Total    | Retour | Club                      |
| ----------------------- | ----- | -------- | ------ | ------------------------- |
| * Atletico Madrid       | 2 - 1 | 4 - 1    | 2 - 0  | Strømsgodset              |
| * Young Boys Berne      | 3 - 1 | 5 - 1    | 2 - 0  | Westerlo                  |
| Ventspils               | 1 - 2 | 1 - 9    | 0 - 7  | Étoile rouge de Belgrade* |
| * Alania Vladikavkaz    | 1 - 1 | tab2 - 2 | 1 - 1  | Aktobe                    |
| AEK Larnaca             | 3 - 0 | 5 - 2    | 2 - 2  | Mladá Boleslav*           |
| FK Željezničar          | 0 - 2 | 0 - 8    | 0 - 6  | Maccabi Tel-Aviv*         |
| * AZ Alkmaar            | 2 - 0 | 3 - 1    | 1 - 1  | Baumit Jablonec           |
| Olimpija Ljubljana      | 1 - 1 | 3 - 4    | 2 - 3  | Austria Vienne*           |
| * Bursaspor             | 2 - 1 | 5 - 2    | 3 - 1  | FK Gomel                  |
| Aalesunds               | 4 - 0 | 5 - 1    | 1 - 1  | Elfsborg*                 |
| * Gaziantepspor         | 0 - 1 | 0 - 1    | 0 - 0  | Legia Varsovie            |
| * Hapoël Tel-Aviv       | 4 - 0 | 5 - 2    | 1 - 2  | FC Vaduz                  |
| Metalurgi Rustavi       | 2 - 5 | 2 - 7    | 0 - 2  | Stade rennais FC*         |
| * Levski Sofia          | 2 - 1 | 3 - 3tab | 1 - 2  | Spartak Trnava            |
| FC Midtjylland          | 0 - 0 | 1 - 2    | 1 - 2  | Vitória Guimarães*        |
| * Dinamo Bucarest       | 2 - 2 | 4 - 3    | 2 - 1  | NK Varaždin               |
| * Karpaty Lviv          | 2 - 0 | 5 - 1    | 3 - 1  | St. Patrick's Athletic    |
| Palerme*                | 2 - 2 | 3 - 3E   | 1 - 1  | Thoune                    |
| KR Reykjavík*           | 1 - 4 | 1 - 6    | 0 - 2  | Dinamo Tbilissi           |
| Omonia Nicosie          | 3 - 0 | 3 - 1    | 0 - 1  | ADO La Haye*              |
| *Red Bull Salzbourg     | 1 - 0 | 4 - 0    | 3 - 0  | FK Senica                 |
| * Club Bruges           | 4 - 1 | 4 - 2    | 0 - 1  | Qarabağ Ağdam             |
| Differdange 03          | 0 - 3 | 0 - 6    | 0 - 3  | Olympiakos Volos*         |
| * Mayence 05            | 1 - 1 | 2 - 2tab | 1 - 1  | Gaz Metan Mediaş          |
| Bnei Yehoudah           | 1 - 0 | 1 - 3    | 0 - 3  | Helsingborg*              |
| * Stoke City            | 1 - 0 | 2 - 0    | 1 - 0  | Hajduk Split              |
| * Anorthosis Famagouste | 0 - 2 | 2 - 3    | 2 - 1  | Rabotnički Skopje         |
| * Sparta Prague         | 5 - 0 | 7 - 0    | 2 - 0  | FK Sarajevo               |
| * Vorskla Poltava       | 0 - 0 | 2 - 0    | 2 - 0  | Sligo Rovers              |
| Paksi SE                | 1 - 1 | 2 - 5    | 1 - 4  | Heart of Midlothian*      |
| Śląsk Wrocław           | 0 - 0 | tab0 - 0 | 0 - 0  | Lokomotiv Sofia*          |
| * CD Nacional           | 3 - 0 | 4 - 1    | 1 - 2  | Häcken                    |
| SV Ried                 | 2 - 0 | E4 - 4   | 2 - 4  | Brøndby*                  |
| Vålerenga               | 0 - 2 | 0 - 5    | 0 - 3  | PAOK Salonique*           |
| RNK Split               | 0 - 0 | 0 - 2    | 0 - 2  | Fulham*                   |

### Barrages

#### Têtes de séries
Pour le tirage au sort, les 76 équipes sont réparties en têtes de séries ou non-têtes de séries selon leur coefficient UEFA. Un groupe est composé de plusieurs équipes têtes de séries et de plusieurs équipes non-têtes de séries. Une tête de série affrontera donc une équipe non tête de série du même groupe.
| Groupe 1                                                                           | Groupe 1                                                                         | Groupe 2                                                                      | Groupe 2                                                                  | Groupe 3                                                                                | Groupe 3                                                                                            | Groupe 4                                                                  | Groupe 4                                                                |
| Tête de série                                                                      | Non-tête de série                                                                | Tête de série                                                                 | Non-tête de série                                                         | Tête de série                                                                           | Non-tête de série                                                                                   | Tête de série                                                             | Non-tête de série                                                       |
| ---------------------------------------------------------------------------------- | -------------------------------------------------------------------------------- | ----------------------------------------------------------------------------- | ------------------------------------------------------------------------- | --------------------------------------------------------------------------------------- | --------------------------------------------------------------------------------------------------- | ------------------------------------------------------------------------- | ----------------------------------------------------------------------- |
| Atlético Madrid Panathinaïkos Beşiktaş Metalist Kharkiv Partizan Belgrade          | FC Sochaux Vitória Guimarães Alania Vladikavkaz Maccabi Tel-Aviv Shamrock Rovers | AS Rome Paris SG RSC Anderlecht Dinamo Bucarest Rosenborg                     | Bursaspor Vorskla Poltava Olympiakos Volos, Slovan Bratislava AEK Larnaca | Tottenham Spartak Moscou Hapoël Tel-Aviv Athletic Bilbao PAOK Salonique                 | Trabzonspor Karpaty Lviv Heart of Midlothian Legia Varsovie Ekranas                                 | Sporting Portugal Glasgow Rangers Fulham Steaua Bucarest Lokomotiv Moscou | Dnipro Dnipropetrovsk CSKA Sofia Nordsjælland NK Maribor Spartak Trnava |
| Groupe 5                                                                           | Groupe 5                                                                         | Groupe 6                                                                      | Groupe 6                                                                  | Groupe 7                                                                                | Groupe 7                                                                                            |                                                                           |                                                                         |
| Tête de série                                                                      | Non-tête de série                                                                | Tête de série                                                                 | Non-tête de série                                                         | Tête de série                                                                           | Non-tête de série                                                                                   |                                                                           |                                                                         |
| PSV Eindhoven Dynamo Kiev Celtic Glasgow Lazio Rome Birmingham City Rapid Bucarest | CD Nacional FC Sion Litex Lovetch SV Ried Rabotnički Skopje Śląsk Wrocław        | FC Séville AZ Alkmaar Club Bruges Sparta Prague Red Bull Salzbourg Stoke City | Hanovre 96 FC Vaslui Omonia Nicosie Thoune Aalesund Zestafoni             | Sporting Braga Schalke 04 Standard de Liège AEK Athènes Stade rennais FC Austria Vienne | Young Boys Berne Helsingborg Étoile rouge de Belgrade Gaz Metan Mediaş HJK Helsinki Dinamo Tbilissi |                                                                           |                                                                         |

#### Matchs
Les clubs reversés de la Ligue des Champions sont en italique.
| Club                     | Aller | Total   | Retour  | Club                  |
| ------------------------ | ----- | ------- | ------- | --------------------- |
| Maccabi Tel-Aviv         | 3 - 0 | 4 - 2   | 1 - 2   | Panathinaïkos*        |
| *Atlético Madrid         | 2 - 0 | 6 - 0   | 4 - 0   | Vitória Guimarães     |
| Shamrock Rovers          | 1 - 1 | 3 - 2   | ap2 - 1 | Partizan Belgrade*    |
| * Metalist Kharkiv       | 0 - 0 | 4 - 0   | 4 - 0   | FC Sochaux            |
| * Beşiktaş               | 3 - 0 | 3 - 2   | 0 - 2   | Alania Vladikavkaz    |
| *Rosenborg               | 0 - 0 | 1 - 2   | 1 - 2   | AEK Larnaca           |
| Vorskla Poltava          | 2 - 1 | 5 - 3   | 3 - 2   | Dinamo Bucarest*      |
| Bursaspor                | 1 - 2 | 3 - 4   | 2 - 2   | RSC Anderlecht*       |
| Slovan Bratislava        | 1 - 0 | 2 - 1   | 1 - 1   | AS Rome*              |
| Differdange 03,          | 0 - 4 | 0 - 6   | 0 - 2   | Paris SG*             |
| Legia Varsovie           | 2 - 2 | 5 - 4   | 3 - 2   | Spartak Moscou*       |
| Ekranas                  | 1 - 0 | 1 - 4   | 0 - 4   | Hapoël Tel-Aviv*      |
| * PAOK Salonique         | 2 - 0 | 3 - 1   | 1 - 1   | Karpaty Lviv          |
| * Athletic Bilbao        | 0 - 0 | Annulé, | Annulé, | Trabzonspor           |
| Heart of Midlothian      | 0 - 5 | 0 - 5   | 0 - 0   | Tottenham*            |
| NK Maribor               | 2 - 1 | 3 - 2   | 1 - 1   | Glasgow Rangers*      |
| * Steaua Bucarest        | 2 - 0 | 3 - 1   | 1 - 1   | CSKA Sofia            |
| Nordsjælland             | 0 - 0 | 1 - 2   | 1 - 2   | Sporting Portugal*    |
| * Fulham                 | 3 - 0 | 3 - 1   | 0 - 1   | Dnipro Dnipropetrovsk |
| *Lokomotiv Moscou        | 2 - 0 | 3 - 1   | 1 - 1   | Spartak Trnava        |
| * Celtic Glasgow,        | 3 - 0 | 6 - 0   | 3 - 0   | FC Sion               |
| Śląsk Wrocław            | 1 - 3 | 2 - 4   | 1 - 1   | Rapid Bucarest*       |
| Litex Lovetch            | 1 - 2 | 1 - 3   | 0 - 1   | Dynamo Kiev*          |
| * Lazio Rome             | 6 - 0 | 9 - 1   | 3 - 1   | Rabotnički Skopje     |
| CD Nacional              | 0 - 0 | 0 - 3   | 0 - 3   | Birmingham City*      |
| SV Ried                  | 0 - 0 | 0 - 5   | 0 - 5   | PSV Eindhoven*        |
| Thoune                   | 0 - 1 | 1 - 5   | 1 - 4   | Stoke City*           |
| Aalesunds                | 2 - 1 | 2 - 7   | 0 - 6   | AZ Alkmaar*           |
| FC Vaslui                | 2 - 0 | 2 - 1   | 0 - 1   | Sparta Prague*        |
| Omonia Nicosie           | 2 - 1 | 2 - 2E  | 0 - 1   | Red Bull Salzbourg*   |
| Zestafoni                | 3 - 3 | 3 - 5   | 0 - 2   | Club Bruges*          |
| Hanovre 96               | 2 - 1 | 3 - 2   | 1 - 1   | FC Séville*           |
| HJK Helsinki             | 2 - 0 | 3 - 6   | 1 - 6   | Schalke 04*           |
| *AEK Athènes             | 1 - 0 | 2 - 1   | ap1 - 1 | Dinamo Tbilissi       |
| Étoile rouge de Belgrade | 1 - 2 | 1 - 6   | 0 - 4   | Stade rennais FC*     |
| *Austria Vienne          | 3 - 1 | 3 - 2   | 0 - 1   | Gaz Metan Mediaş      |
| * Sporting Braga         | 0 - 0 | E2 - 2  | 2 - 2   | Young Boys Berne      |
| *Standard de Liège       | 1 - 0 | 4 - 1   | 3 - 1   | Helsingborgs          |

## Phase de groupes

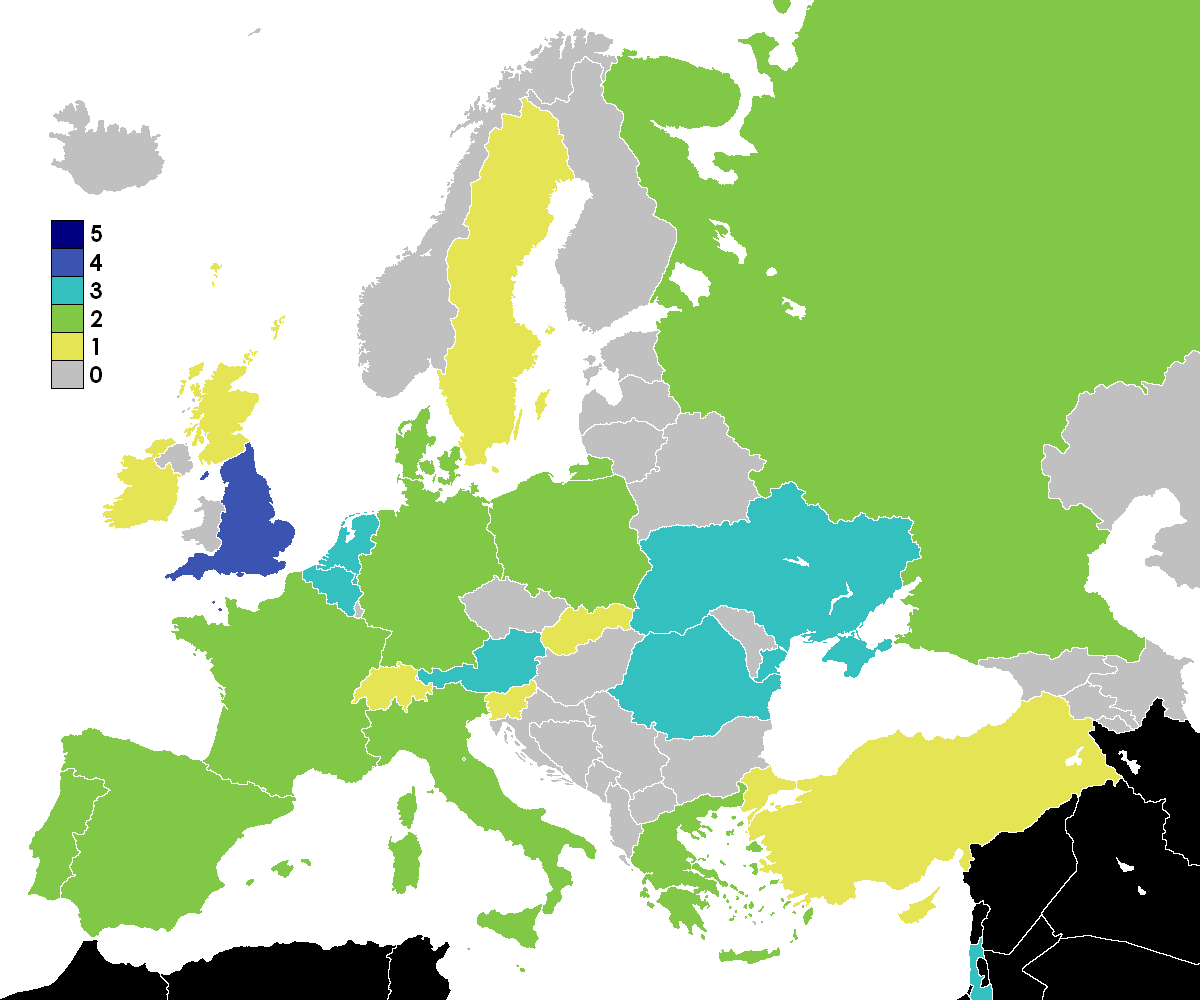
Carte des pays représentés.

### Format et tirage au sort
Le tirage au sort de cette phase de groupes aura lieu le 26 août 2011. 48 équipes sont réparties en douze groupes de quatre et s'affrontent dans des mini-championnats de six journées. Les deux meilleures équipes de chaque groupe, soit vingt-quatre équipes, se qualifient pour les seizièmes de finale où elles seront rejointes par 8 équipes repêchées de la Ligue des champions.
Pour le tirage au sort, les 48 équipes sont réparties en quatre pots selon leur coefficient UEFA. Un groupe est composé d'une équipe provenant de chaque pot et les clubs d’une même association nationale ne peuvent pas être tirés au sort dans le même groupe.
| Pot 1             | Pot 1  | Pot 2             | Pot 2  | Pot 3              | Pot 3  | Pot 4             | Pot 4  |
| ----------------- | ------ | ----------------- | ------ | ------------------ | ------ | ----------------- | ------ |
| Tottenham         | 78,157 | Fulham            | 40,157 | Red Bull Salzbourg | 22,140 | Vorskla Poltava   | 10,276 |
| PSV Eindhoven     | 74,025 | Beşiktaş          | 37,010 | Maccabi Haïfa      | 21,400 | Wisła Cracovie    | 10,183 |
| Atlético Madrid   | 70,465 | Hapoël Tel-Aviv   | 36,400 | FC Zurich          | 18,980 | FC Vaslui         | 10,164 |
| Sporting Portugal | 68,319 | Metalist Kharkiv  | 34,276 | OB Odense          | 18,610 | FC Sion           | 9,480  |
| Sporting Braga    | 62,319 | Standard de Liège | 32,400 | Lokomotiv Moscou   | 18,441 | Sturm Graz        | 8,640  |
| Schalke 04        | 61,887 | Rubin Kazan       | 31,941 | PAOK Salonique     | 17,333 | Maccabi Tel-Aviv  | 5,900  |
| Dynamo Kiev       | 60,776 | Club Bruges       | 31,400 | Birmingham City    | 17,157 | Slovan Bratislava | 5,899  |
| Paris SG          | 51,735 | AEK Athènes       | 30,833 | Stoke City         | 17,157 | Legia Varsovie    | 5,183  |
| FC Copenhague     | 51,110 | Steaua Bucarest   | 29,164 | Stade rennais FC   | 16,735 | NK Maribor        | 4,224  |
| AZ Alkmaar        | 43,025 | Udinese           | 27,110 | Austria Vienne     | 16,640 | AEK Larnaca       | 3,624  |
| RSC Anderlecht    | 42,400 | Athletic Bilbao   | 24,465 | Rapid Bucarest     | 16,164 | Malmö FF          | 2,825  |
| FC Twente         | 41,025 | Lazio Rome        | 23,110 | Hanovre 96         | 13,887 | Shamrock Rovers   | 2,741  |

Les 10 clubs reversés des barrages de la Ligue des champions apparaissent en italique.

### Matchs et classement
Légende des classements
- Qualifié pour les seizièmes de finale de la Ligue Europa

Légende des résultats
- Victoire à domicile
- Match nul
- Victoire à l'extérieur

#### Groupe A
| Rang | Équipe          | Pts | J | G | N | P | Bp | Bc | Diff |  | Résultats (▼ dom., ► ext.) |     |     |     |     |
| ---- | --------------- | --- | - | - | - | - | -- | -- | ---- |  | -------------------------- | --- | --- | --- | --- |
| 1    | PAOK Salonique  | 12  | 6 | 3 | 3 | 0 | 10 | 6  | +4   |  | PAOK Salonique             |     | 1-1 | 0-0 | 2-1 |
| 2    | Rubin Kazan     | 11  | 6 | 3 | 2 | 1 | 11 | 5  | +6   |  | Rubin Kazan                | 2-2 |     | 1-0 | 4-1 |
| 3    | Tottenham       | 10  | 6 | 3 | 1 | 2 | 9  | 4  | +5   |  | Tottenham                  | 1-2 | 1-0 |     | 3-1 |
| 4    | Shamrock Rovers | 0   | 6 | 0 | 0 | 6 | 4  | 19 | -15  |  | Shamrock Rovers            | 1-3 | 0-3 | 0-4 |     |

#### Groupe B
| Rang | Équipe            | Pts | J | G | N | P | Bp | Bc | Diff |  | Résultats (▼ dom., ► ext.) |     |     |     |     |
| ---- | ----------------- | --- | - | - | - | - | -- | -- | ---- |  | -------------------------- | --- | --- | --- | --- |
| 1    | Standard de Liège | 14  | 6 | 4 | 2 | 0 | 9  | 1  | +8   |  | Standard de Liège          |     | 2-0 | 3-0 | 0-0 |
| 2    | Hanovre 96        | 11  | 6 | 3 | 2 | 1 | 9  | 7  | +2   |  | Hanovre 96                 | 0-0 |     | 2-2 | 3-1 |
| 3    | FC Copenhague     | 5   | 6 | 1 | 2 | 3 | 5  | 9  | -4   |  | FC Copenhague              | 0-1 | 1-2 |     | 1-0 |
| 4    | Vorskla Poltava   | 2   | 6 | 0 | 2 | 4 | 4  | 10 | -6   |  | Vorskla Poltava            | 1-3 | 1-2 | 1-1 |     |

#### Groupe C
| Rang | Équipe          | Pts | J | G | N | P | Bp | Bc | Diff |  | Résultats (▼ dom., ► ext.) |     |     |     |     |
| ---- | --------------- | --- | - | - | - | - | -- | -- | ---- |  | -------------------------- | --- | --- | --- | --- |
| 1    | PSV Eindhoven   | 16  | 6 | 5 | 1 | 0 | 13 | 5  | +8   |  | PSV Eindhoven              |     | 1-0 | 3-3 | 2-1 |
| 2    | Legia Varsovie  | 9   | 6 | 3 | 0 | 3 | 7  | 9  | -2   |  | Legia Varsovie             | 0-3 |     | 3-2 | 3-1 |
| 3    | Hapoël Tel-Aviv | 7   | 6 | 2 | 1 | 3 | 10 | 9  | +1   |  | Hapoël Tel-Aviv            | 0-1 | 2-0 |     | 0-1 |
| 4    | Rapid Bucarest  | 3   | 6 | 1 | 0 | 5 | 5  | 12 | -7   |  | Rapid Bucarest             | 1-3 | 0-1 | 1-3 |     |

#### Groupe D
| Rang | Équipe            | Pts | J | G | N | P | Bp | Bc | Diff |  | Résultats (▼ dom., ► ext.) |     |     |     |     |
| ---- | ----------------- | --- | - | - | - | - | -- | -- | ---- |  | -------------------------- | --- | --- | --- | --- |
| 1    | Sporting Portugal | 12  | 6 | 4 | 0 | 2 | 8  | 4  | +4   |  | Sporting Portugal          |     | 2-1 | 2-0 | 2-0 |
| 2    | Lazio Rome        | 9   | 6 | 2 | 3 | 1 | 7  | 5  | +2   |  | Lazio Rome                 | 2-0 |     | 2-2 | 1-0 |
| 3    | FC Vaslui         | 6   | 6 | 1 | 3 | 2 | 5  | 8  | -3   |  | FC Vaslui                  | 1-0 | 0-0 |     | 2-2 |
| 4    | FC Zurich         | 5   | 6 | 1 | 2 | 3 | 5  | 8  | -3   |  | FC Zurich                  | 0-2 | 1-1 | 2-0 |     |

#### Groupe E
| Rang | Équipe           | Pts | J | G | N | P | Bp | Bc | Diff |  | Résultats (▼ dom., ► ext.) |     |     |     |     |
| ---- | ---------------- | --- | - | - | - | - | -- | -- | ---- |  | -------------------------- | --- | --- | --- | --- |
| 1    | Beşiktaş         | 12  | 6 | 4 | 0 | 2 | 13 | 7  | +6   |  | Beşiktaş                   |     | 3-1 | 1-0 | 5-1 |
| 2    | Stoke City       | 11  | 6 | 3 | 2 | 1 | 10 | 7  | +3   |  | Stoke City                 | 2-1 |     | 1-1 | 3-0 |
| 3    | Dynamo Kiev      | 7   | 6 | 1 | 4 | 1 | 7  | 7  | 0    |  | Dynamo Kiev                | 1-0 | 1-1 |     | 3-3 |
| 4    | Maccabi Tel-Aviv | 2   | 6 | 0 | 2 | 4 | 8  | 17 | -9   |  | Maccabi Tel-Aviv           | 2-3 | 1-2 | 1-1 |     |

#### Groupe F
| Rang | Équipe             | Pts | J | G | N | P | Bp | Bc | Diff |  | Résultats (▼ dom., ► ext.) |     |     |     |     |
| ---- | ------------------ | --- | - | - | - | - | -- | -- | ---- |  | -------------------------- | --- | --- | --- | --- |
| 1    | Athletic Bilbao    | 13  | 6 | 4 | 1 | 1 | 11 | 8  | +3   |  | Athletic Bilbao            |     | 2-2 | 2-0 | 2-1 |
| 2    | Red Bull Salzbourg | 10  | 6 | 3 | 1 | 2 | 11 | 8  | +3   |  | Red Bull Salzbourg         | 0-1 |     | 2-0 | 3-0 |
| 3    | Paris SG           | 10  | 6 | 3 | 1 | 2 | 8  | 7  | +1   |  | Paris SG                   | 4-2 | 3-1 |     | 1-0 |
| 4    | Slovan Bratislava  | 1   | 6 | 0 | 1 | 5 | 4  | 11 | -7   |  | Slovan Bratislava          | 1-2 | 2-3 | 0-0 |     |

#### Groupe G
| Rang | Équipe           | Pts | J | G | N | P | Bp | Bc | Diff |  | Résultats (▼ dom., ► ext.) |     |     |     |     |
| ---- | ---------------- | --- | - | - | - | - | -- | -- | ---- |  | -------------------------- | --- | --- | --- | --- |
| 1    | Metalist Kharkiv | 14  | 6 | 4 | 2 | 0 | 15 | 6  | +9   |  | Metalist Kharkiv           |     | 1-1 | 4-1 | 3-1 |
| 2    | AZ Alkmaar       | 8   | 6 | 1 | 5 | 0 | 10 | 7  | +3   |  | AZ Alkmaar                 | 1-1 |     | 2-2 | 4-1 |
| 3    | Austria Vienne   | 8   | 6 | 2 | 2 | 2 | 10 | 11 | -1   |  | Austria Vienne             | 1-2 | 2-2 |     | 2-0 |
| 4    | Malmö FF         | 1   | 6 | 0 | 1 | 5 | 4  | 15 | -11  |  | Malmö FF                   | 1-4 | 0-0 | 1-2 |     |

#### Groupe H
| Rang | Équipe          | Pts | J | G | N | P | Bp | Bc | Diff |  | Résultats (▼ dom., ► ext.) |     |     |     |     |
| ---- | --------------- | --- | - | - | - | - | -- | -- | ---- |  | -------------------------- | --- | --- | --- | --- |
| 1    | Club Bruges     | 11  | 6 | 3 | 2 | 1 | 12 | 9  | +3   |  | Club Bruges                |     | 1-1 | 1-2 | 2-0 |
| 2    | Sporting Braga  | 11  | 6 | 3 | 2 | 1 | 12 | 6  | +6   |  | Sporting Braga             | 1-2 |     | 1-0 | 5-1 |
| 3    | Birmingham City | 10  | 6 | 3 | 1 | 2 | 8  | 8  | 0    |  | Birmingham City            | 2-2 | 1-3 |     | 1-0 |
| 4    | NK Maribor      | 1   | 6 | 0 | 1 | 5 | 6  | 15 | -9   |  | NK Maribor                 | 3-4 | 1-1 | 1-2 |     |

#### Groupe I
| Rang | Équipe           | Pts | J | G | N | P | Bp | Bc | Diff |  | Résultats (▼ dom., ► ext.) |     |     |     |     |
| ---- | ---------------- | --- | - | - | - | - | -- | -- | ---- |  | -------------------------- | --- | --- | --- | --- |
| 1    | Atlético Madrid  | 13  | 6 | 4 | 1 | 1 | 11 | 4  | +7   |  | Atlético Madrid            |     | 4-0 | 2-0 | 3-1 |
| 2    | Udinese          | 9   | 6 | 2 | 3 | 1 | 6  | 7  | -1   |  | Udinese                    | 2-0 |     | 1-1 | 2-1 |
| 3    | Celtic Glasgow   | 6   | 6 | 1 | 3 | 2 | 6  | 7  | -1   |  | Celtic Glasgow             | 0-1 | 1-1 |     | 3-1 |
| 4    | Stade rennais FC | 3   | 6 | 0 | 3 | 3 | 5  | 10 | -5   |  | Stade rennais FC           | 1-1 | 0-0 | 1-1 |     |

#### Groupe J
| Rang | Équipe          | Pts | J | G | N | P | Bp | Bc | Diff |  | Résultats (▼ dom., ► ext.) |     |     |     |     |
| ---- | --------------- | --- | - | - | - | - | -- | -- | ---- |  | -------------------------- | --- | --- | --- | --- |
| 1    | Schalke 04      | 14  | 6 | 4 | 2 | 0 | 13 | 2  | +11  |  | Schalke 04                 |     | 2-1 | 3-1 | 0-0 |
| 2    | Steaua Bucarest | 8   | 6 | 2 | 2 | 2 | 9  | 11 | -2   |  | Steaua Bucarest            | 0-0 |     | 4-2 | 3-1 |
| 3    | Maccabi Haïfa   | 6   | 6 | 2 | 0 | 4 | 10 | 12 | -2   |  | Maccabi Haïfa              | 0-3 | 5-0 |     | 1-0 |
| 4    | AEK Larnaca     | 5   | 6 | 1 | 2 | 3 | 4  | 11 | -7   |  | AEK Larnaca                | 0-5 | 1-1 | 2-1 |     |

#### Groupe K
| Rang | Équipe         | Pts | J | G | N | P | Bp | Bc | Diff |  | Résultats (▼ dom., ► ext.) |     |     |     |     |
| ---- | -------------- | --- | - | - | - | - | -- | -- | ---- |  | -------------------------- | --- | --- | --- | --- |
| 1    | FC Twente      | 13  | 6 | 4 | 1 | 1 | 14 | 7  | +7   |  | FC Twente                  |     | 4-1 | 1-0 | 3-2 |
| 2    | Wisła Cracovie | 9   | 6 | 3 | 0 | 3 | 8  | 13 | -5   |  | Wisła Cracovie             | 2-1 |     | 1-0 | 1-3 |
| 3    | Fulham         | 8   | 6 | 2 | 2 | 2 | 9  | 6  | +3   |  | Fulham                     | 1-1 | 4-1 |     | 2-2 |
| 4    | OB Odense      | 4   | 6 | 1 | 1 | 4 | 9  | 14 | -5   |  | OB Odense                  | 1-4 | 0-2 | 1-2 |     |

#### Groupe L
| Rang | Équipe           | Pts | J | G | N | P | Bp | Bc | Diff |  | Résultats (▼ dom., ► ext.) |     |     |     |     |
| ---- | ---------------- | --- | - | - | - | - | -- | -- | ---- |  | -------------------------- | --- | --- | --- | --- |
| 1    | RSC Anderlecht   | 18  | 6 | 6 | 0 | 0 | 18 | 5  | +13  |  | RSC Anderlecht             |     | 5-3 | 4-1 | 3-0 |
| 2    | Lokomotiv Moscou | 12  | 6 | 4 | 0 | 2 | 14 | 11 | +3   |  | Lokomotiv Moscou           | 0-2 |     | 3-1 | 3-1 |
| 3    | AEK Athènes      | 3   | 6 | 1 | 0 | 5 | 8  | 15 | -7   |  | AEK Athènes                | 1-2 | 1-3 |     | 1-2 |
| 4    | Sturm Graz       | 3   | 6 | 1 | 0 | 5 | 5  | 14 | -9   |  | Sturm Graz                 | 0-2 | 1-2 | 1-3 |     |

## Phase finale
Lors de la sixième et dernière journée de la phase de groupes, le carton 4-0 de Tottenham, 4e de Premier League, contre les modestes Irlandais de Shamrock Rovers a été rendu vain par le nul 1-1 du Rubin Kazan chez le PAOK Salonique, tous deux qualifiés. Birmingham aussi a été éliminé contre le NK Maribor tandis que Fulham perd sa qualification dans le temps additionnel au profit du Wisla Cracovie. Stoke City, finaliste de la "Cup" la saison dernière, est le seul rescapé anglais de cette phase de groupe. Il est toutefois rejoint en seizièmes par United et City, les deux clubs mancuniens étant repêchés de la Ligue des Champions. 
Les Pays-Bas envoient le plus grand contingent de clubs en 16e de finale, quatre équipes bataves jouant la phase finale de la Ligue Europa. L'Ajax Amsterdam, reversé de C1, sera accompagné par le FC Twente, le PSV Eindhoven et l'AZ Alkmaar. Les trois clubs belges terminent en tête de leur groupe, Anderlecht auteur d'un parcours parfait dans sa poule, le Standard de Liège, invaincu avec 14 pts, et le Club Bruges avec 11 points. Au total, sept clubs du Benelux et tous situés à moins de quatre heures de route les uns des autres participent à cette phase finale.
Le Portugal est également bien représenté. En effet, trois clubs lusitaniens poursuivront l'aventure en Ligue Europa, avec le FC Porto (tenant du titre), le Sporting Braga (finaliste) et le Sporting Portugal.
Valence reversé de la C1 rejoint l'Atlético Madrid et l'Athletic Bilbao, ce qui donne ainsi 3 clubs espagnols au prochain tour.  
Les deux clubs allemands en lice (Schalke 04 et Hanovre 96) se sont qualifiés sans encombre. Les clubs italiens (Udinese et la Lazio Rome) et russes (Lokomotiv Moscou et Rubin Kazan) ont connu le même succès.
Aucun club français ne survit à la phase de groupes, le Stade rennais et le Paris SG terminant respectivement dernier et avant-dernier de leur poule. Aucun repêchage des clubs français participant à la C1 n'est à constater. 

### Qualification et tirage au sort
Les douze premiers et deuxièmes de la phase de groupes de la Ligue Europa, rejoints par les huit équipes ayant terminé troisièmes de leur groupe en Ligue des champions, participent à la phase finale de la Ligue Europa qui débute par des seizièmes de finale.
| Groupe | 1er de groupe - Tête de série | 2e de groupe - Non-tête de série |
| ------ | ----------------------------- | -------------------------------- |
| A      | PAOK Salonique                | Rubin Kazan                      |
| B      | Standard de Liège             | Hanovre 96                       |
| C      | PSV Eindhoven                 | Legia Varsovie                   |
| D      | Sporting Portugal             | Lazio Rome                       |
| E      | Beşiktaş                      | Stoke City                       |
| F      | Athletic Bilbao               | Red Bull Salzbourg               |
| G      | Metalist Kharkiv              | AZ Alkmaar                       |
| H      | Club Bruges                   | Sporting Braga                   |
| I      | Atlético Madrid               | Udinese                          |
| J      | Schalke 04                    | Steaua Bucarest                  |
| K      | FC Twente                     | Wisła Cracovie                   |
| L      | RSC Anderlecht                | Lokomotiv Moscou                 |

| Rang | Équipe            | Pts | J | G | N | P | Bp | Bc | Diff |
| ---- | ----------------- | --- | - | - | - | - | -- | -- | ---- |
| 1    | Manchester City   | 10  | 6 | 3 | 1 | 2 | 11 | 6  | +5   |
| 2    | Manchester United | 9   | 6 | 2 | 3 | 1 | 11 | 8  | +3   |
| 3    | Olympiakos        | 9   | 6 | 3 | 0 | 3 | 8  | 6  | +2   |
| 4    | Valence           | 8   | 6 | 2 | 2 | 2 | 12 | 7  | +5   |
| 5    | FC Porto          | 8   | 6 | 2 | 2 | 2 | 7  | 7  | 0    |
| 6    | Ajax Amsterdam    | 8   | 6 | 2 | 2 | 2 | 6  | 6  | 0    |
| 7    | Trabzonspor       | 7   | 6 | 1 | 4 | 1 | 3  | 5  | -2   |
| 8    | Viktoria Plzeň    | 5   | 6 | 1 | 2 | 3 | 4  | 11 | -7   |

| \| PSV Sporting Legia Athletic Bilbao Ajax Anderlecht Twente Trabzonspor PAOK Salonique Liège Hanovre 96 Metalist Kharkiv Braga Atlético Madrid Lokomotiv Moscou Schalke 04 Stoke City Manchester United Manchester City Olympiakos Valence FC Porto Viktoria Lazio Rome Beşiktaş Salzbourg Steaua Bucarest Wisła Rubin Kazan AZ Bruges Udinese \| Localisation des clubs qualifiés pour la phase finale. Seizièmes de finalistes, Huitièmes de finalistes, Quart de finalistes, Demi-finalistes Finaliste Vainqueur |
| PSV Sporting Legia Athletic Bilbao Ajax Anderlecht Twente Trabzonspor PAOK Salonique Liège Hanovre 96 Metalist Kharkiv Braga Atlético Madrid Lokomotiv Moscou Schalke 04 Stoke City Manchester United Manchester City Olympiakos Valence FC Porto Viktoria Lazio Rome Beşiktaş Salzbourg Steaua Bucarest Wisła Rubin Kazan AZ Bruges Udinese |

Le tirage au sort des seizièmes de finale est organisé de telle sorte que :
- les clubs d'une même association ne peuvent se rencontrer ;
- les membres d'un même groupe ne peuvent se rencontrer ;
- une tête de série est toujours opposée à une non-tête de série ;
- le match retour a lieu au domicile du club tête de série.

Les tirages au sort des tours suivants n'ont aucune restriction.

### Seizièmes de finale
| Club               | Aller | Total  | Retour  | Club              |
| ------------------ | ----- | ------ | ------- | ----------------- |
| FC Porto           | 1 - 2 | 1 - 6  | 0 - 4   | Manchester City   |
| Ajax Amsterdam     | 0 - 2 | 2 - 3  | 2 - 1   | Manchester United |
| Lokomotiv Moscou   | 2 - 1 | 2 - 2E | 0 - 1   | Athletic Bilbao   |
| Red Bull Salzbourg | 0 - 4 | 1 - 8  | 1 - 4   | Metalist Kharkiv  |
| Stoke City         | 0 - 1 | 0 - 2  | 0 - 1   | Valence           |
| Rubin Kazan        | 0 - 1 | 0 - 2  | 0 - 1   | Olympiakos        |
| AZ Alkmaar         | 1 - 0 | 2 - 0  | 1 - 0   | RSC Anderlecht    |
| Lazio Rome         | 1 - 3 | 1 - 4  | 0 - 1   | Atlético Madrid   |
| Steaua Bucarest    | 0 - 1 | 0 - 2  | 0 - 1   | FC Twente         |
| Viktoria Plzeň     | 1 - 1 | 2 - 4  | 1 - 3ap | Schalke 04        |
| Wisła Cracovie     | 1 - 1 | 1 - 1E | 0 - 0   | Standard de Liège |
| Sporting Braga     | 0 - 2 | 1 - 2  | 1 - 0   | Beşiktaş          |
| Udinese            | 0 - 0 | 3 - 0  | 3 - 0   | PAOK Salonique    |
| Trabzonspor        | 1 - 2 | 2 - 6  | 1 - 4   | PSV Eindhoven     |
| Hanovre 96         | 2 - 1 | 3 - 1  | 1 - 0   | Club Bruges       |
| Legia Varsovie     | 2 - 2 | 2 - 3  | 0 - 1   | Sporting Portugal |

Les huit clubs 3e de groupe de la Ligue des Champions apparaissent en italique.

### Huitièmes de finale
| Club              | Aller | Total  | Retour | Club            |
| ----------------- | ----- | ------ | ------ | --------------- |
| Metalist Kharkiv  | 0 - 1 | E2 - 2 | 2 - 1  | Olympiakos      |
| Sporting Portugal | 1 - 0 | E3 - 3 | 2 - 3  | Manchester City |
| FC Twente         | 1 - 0 | 2 - 4  | 1 - 4  | Schalke 04      |
| Standard de Liège | 2 - 2 | 2 - 6  | 0 - 4  | Hanovre 96      |
| Valence           | 4 - 2 | 5 - 3  | 1 - 1  | PSV Eindhoven   |
| AZ Alkmaar        | 2 - 0 | 3 - 2  | 1 - 2  | Udinese         |
| Atlético Madrid   | 3 - 1 | 6 - 1  | 3 - 0  | Beşiktaş        |
| Manchester United | 2 - 3 | 3 - 5  | 1 - 2  | Athletic Bilbao |

### Tableau final
|  | Quarts de finale  | Quarts de finale  | Quarts de finale | Quarts de finale |                   |                   | Demi-finales | Demi-finales | Demi-finales | Demi-finales |  |  | Finale                               | Finale | Finale | Finale |
|  |                   |                   |                  |                  |                   |                   |              |              |              |              |  |  |                                      |        |        |        |
|  |                   |                   |                  |                  |                   |                   |              |              |              |              |  |  | 9 mai 2012 Arena Națională, Bucarest |        |        |        |
|  |                   |                   |                  |                  |                   |                   |              |              |              |              |  |  |                                      |        |        |        |
|  | Atlético Madrid   | Atlético Madrid   | 2                | 2                |                   |                   |              |              |              |              |  |  |                                      |        |        |        |
|  | Atlético Madrid   | Atlético Madrid   | 2                | 2                |                   |                   |              |              |              |              |  |  |                                      |        |        |        |
|  | Hanovre 96        | Hanovre 96        | 1                | 0                |                   |                   |              |              |              |              |  |  |                                      |        |        |        |
|  | Hanovre 96        | Hanovre 96        | 1                | 0                | Atlético Madrid   | Atlético Madrid   | 4            | 1            |              |              |  |  |                                      |        |        |        |
|  |                   |                   |                  |                  | Atlético Madrid   | Atlético Madrid   | 4            | 1            |              |              |  |  |                                      |        |        |        |
|  |                   |                   | Valence          | Valence          | 2                 | 0                 |              |              |              |              |  |  |                                      |        |        |        |
|  | AZ Alkmaar        | AZ Alkmaar        | Valence          | Valence          | 2                 | 0                 | 2            | 0            |              |              |  |  |                                      |        |        |        |
|  | AZ Alkmaar        | AZ Alkmaar        |                  |                  |                   |                   |              | 0            |              |              |  |  |                                      |        |        |        |
|  | Valence           | Valence           | 1                | 4                |                   |                   |              |              |              |              |  |  |                                      |        |        |        |
|  | Valence           | Valence           | 1                | 4                | Atlético Madrid   | Atlético Madrid   | 3            | 3            |              |              |  |  |                                      |        |        |        |
|  |                   |                   |                  |                  | Atlético Madrid   | Atlético Madrid   | 3            | 3            |              |              |  |  |                                      |        |        |        |
|  |                   |                   | Athletic Bilbao  | Athletic Bilbao  | 0                 | 0                 |              |              |              |              |  |  |                                      |        |        |        |
|  | Sporting Portugal | Sporting Portugal | Athletic Bilbao  | Athletic Bilbao  | 0                 | 0                 | 2            | 1            |              |              |  |  |                                      |        |        |        |
|  | Sporting Portugal | Sporting Portugal |                  |                  |                   |                   |              |              |              |              |  |  |                                      |        |        |        |
|  | Metalist Kharkiv  | Metalist Kharkiv  | 1                | 1                |                   |                   |              |              |              |              |  |  |                                      |        |        |        |
|  | Metalist Kharkiv  | Metalist Kharkiv  | 1                | 1                | Sporting Portugal | Sporting Portugal | 2            | 1            |              |              |  |  |                                      |        |        |        |
|  |                   |                   |                  |                  | Sporting Portugal | Sporting Portugal | 2            | 1            |              |              |  |  |                                      |        |        |        |
|  |                   |                   | Athletic Bilbao  | Athletic Bilbao  | 1                 | 3                 |              |              |              |              |  |  |                                      |        |        |        |
|  | Schalke 04        | Schalke 04        | Athletic Bilbao  | Athletic Bilbao  | 1                 | 3                 | 2            | 2            |              |              |  |  |                                      |        |        |        |
|  | Schalke 04        | Schalke 04        |                  |                  |                   |                   |              | 2            |              |              |  |  |                                      |        |        |        |
|  | Athletic Bilbao   | Athletic Bilbao   | 4                | 2                |                   |                   |              |              |              |              |  |  |                                      |        |        |        |
|  | Athletic Bilbao   | Athletic Bilbao   | 4                | 2                |                   |                   |              |              |              |              |  |  |                                      |        |        |        |
|  |                   |                   |                  |                  |                   |                   |              |              |              |              |  |  |                                      |        |        |        |

### Quarts de finale
| Équipe            | Aller | Total | Retour | Équipe           |
| ----------------- | ----- | ----- | ------ | ---------------- |
| AZ Alkmaar        | 2 - 1 | 2 - 5 | 0 - 4  | Valence          |
| Schalke 04        | 2 - 4 | 4 - 6 | 2 - 2  | Athletic Bilbao  |
| Sporting Portugal | 2 - 1 | 3 - 2 | 1 - 1  | Metalist Kharkiv |
| Atlético Madrid   | 2 - 1 | 4 - 2 | 2 - 1  | Hanovre 96       |

### Demi-finales
| Équipe            | Aller | Total | Retour | Équipe          |
| ----------------- | ----- | ----- | ------ | --------------- |
| Atlético Madrid   | 4 - 2 | 5 - 2 | 1 - 0  | Valence         |
| Sporting Portugal | 2 - 1 | 3 - 4 | 1 - 3  | Athletic Bilbao |

### Finale
La finale se dispute sur une seule rencontre, le mercredi 9 mai 2012, à Bucarest en Roumanie, à l'Arena Națională.
| Club            | Score | Club            |
| --------------- | ----- | --------------- |
| Atlético Madrid | 3 - 0 | Athletic Bilbao |

## Nombre d'équipes par association et par tour
L'ordre des fédérations est établi suivant le classement UEFA des pays en 2011.
| Angleterre          |                     | 4 Tottenham, Fulham, Birmingham, Stoke | +2 | 3 Stoke, Man. City, Man. United | 2 Man. City, Man. United    |                             |                             |                    |  |  |  |  |
| Espagne             |                     | 2 Bilbao, Atlético                     | +1 | 3 Bilbao, Atlético, Valence     | 3 Bilbao, Atlético, Valence | 3 Bilbao, Atlético, Valence | 3 Bilbao, Atlético, Valence | 2 Bilbao, Atlético |  |  |  |  |
| Allemagne           |                     | 2 Schalke, Hanovre                     | +0 | 2 Schalke, Hanovre              | 2 Schalke, Hanovre          | 2 Schalke, Hanovre          |                             |                    |  |  |  |  |
| Italie              |                     | 2 Udinese, Lazio                       | +0 | 2 Udinese, Lazio                | 1 Udinese                   |                             |                             |                    |  |  |  |  |
| France              |                     | 2 Rennes, Paris SG                     | +0 |                                 |                             |                             |                             |                    |  |  |  |  |
| Portugal            |                     | 2 Braga, Sporting CP                   | +1 | 3 Braga, Sporting CP, Porto     | 1 Sporting CP               | 1 Sporting CP               | 1 Sporting CP               |                    |  |  |  |  |
| Russie              |                     | 2 Lokomotiv, Rubin                     | +0 | 2 Lokomotiv, Rubin              |                             |                             |                             |                    |  |  |  |  |
| Ukraine             |                     | 3 Vorskla, Metalist, Dynamo Kiev       | +0 | 1 Metalist                      | 1 Metalist                  | 1 Metalist                  |                             |                    |  |  |  |  |
| Pays-Bas            |                     | 3 PSV, AZ, Twente                      | +1 | 4 PSV, Twente, AZ, Ajax         | 3 PSV, AZ, Twente           | 1 AZ                        |                             |                    |  |  |  |  |
| Turquie             |                     | 1 Beşiktaş                             | +1 | 2 Beşiktaş, Trabzonspor         | 1 Beşiktaş                  |                             |                             |                    |  |  |  |  |
| Grèce               |                     | 2 AEK, PAOK                            | +1 | 2 PAOK, Olympiakos              | 1 Olympiakos                |                             |                             |                    |  |  |  |  |
| Danemark            |                     | 2 Copenhague, Odense                   | +0 |                                 |                             |                             |                             |                    |  |  |  |  |
| Belgique            |                     | 3 Anderlecht, Standard, Bruges         | +0 | 3 Anderlecht, Standard, Bruges  | 1 Standard                  |                             |                             |                    |  |  |  |  |
| Roumanie            |                     | 3 Vaslui, Steaua, Rapid                | +0 | 1 Steaua                        |                             |                             |                             |                    |  |  |  |  |
| Israël              |                     | 3 M. Tel-Aviv, H. Tel-Aviv, M. Haïfa   | +0 |                                 |                             |                             |                             |                    |  |  |  |  |
| Autriche            |                     | 3 Austria, Salzbourg, Sturm            | +0 | 1 Salzbourg                     |                             |                             |                             |                    |  |  |  |  |
| Pologne             |                     | 2 Wisła, Legia                         | +0 | 2 Legia, Wisła                  |                             |                             |                             |                    |  |  |  |  |
| Autres associations | Autres associations | 7                                      | +1 | 1                               |                             |                             |                             |                    |  |  |  |  |
| Total               | Total               | 48                                     | +8 | 32                              | 16                          | 8                           | 4                           | 2                  |  |  |  |  |

- Associations n'ayant qu'un seul club représentant en phase de groupe, élimination :
  - en phase de groupe :  Shamrock Rovers,  Slovan Bratislava,  Maribor,  Malmö,  Zurich,  Larnaca,  Celtic Glasgow
  - en 16e de finale :  Viktoria Plzeň

## Meilleurs buteurs
Rencontres de qualification non incluses.
|    | Buteur                | Club              | Buts | Minutes |
| -- | --------------------- | ----------------- | ---- | ------- |
| 1  | Falcao                | Atlético Madrid   | 12   | 1215'   |
| 2  | Klaas-Jan Huntelaar   | Schalke 04        | 10   | 923'    |
| 3  | Adrián López          | Atlético Madrid   | 8    | 1034'   |
| 4  | Matías Suárez         | RSC Anderlecht    | 7    | 612'    |
| 5  | Fernando Llorente     | Athletic Bilbao   | 7    | 1121'   |
| 6  | Dmitri Sychev         | Lokomotiv Moscou  | 6    | 408'    |
| 7  | Ricky van Wolfswinkel | Sporting Portugal | 6    | 1045'   |
| 8  | Andy Johnson          | Fulham            | 5    | 411'    |
| 9  | Marko Dević           | Metalist Kharkiv  | 5    | 484'    |
| 10 | Jonathan Cristaldo    | Metalist Kharkiv  | 5    | 579'    |

## Meilleurs passeurs
Rencontres de qualification non incluses.
|    | Passeur            | Club              | Passes | Minutes |
| -- | ------------------ | ----------------- | ------ | ------- |
| 1  | Diego              | Atlético Madrid   | 7      | 949'    |
| 2  | Manuel Fernandes   | Beşiktaş          | 5      | 720'    |
| 3  | José Ernesto Sosa  | Metalist Kharkiv  | 5      | 886'    |
| 4  | Giorgos Georgiadis | PAOK Salonique    | 4      | 484'    |
| 5  | Ola John           | FC Twente         | 4      | 658'    |
| 6  | Dries Mertens      | PSV Eindhoven     | 4      | 754'    |
| 7  | Diego Capel        | Sporting Portugal | 4      | 862'    |
| 8  | Arda Turan         | Atlético Madrid   | 4      | 875'    |
| 9  | Cleiton Xavier     | Metalist Kharkiv  | 4      | 884'    |
| 10 | Yaya Touré         | Manchester City   | 3      | 270'    |